# Satelliti naturali di Saturno
I satelliti naturali di Saturno sono numerosi, con dimensioni che vanno da piccole lune di meno di 1 km fino all'enorme Titano, più grande del pianeta Mercurio. Saturno ha 274 satelliti naturali con orbite confermate, 64 dei quali hanno un nome proprio e solo 13 con un diametro maggiore di 50 chilometri, gli ultimi satelliti naturali scoperti hanno tutti un diametro di circa 5 km e 17 di questi hanno un moto retrogrado, ovvero orbitano in senso opposto rispetto alla rotazione del pianeta sul proprio asse.
Saturno, il pianeta con densi anelli con propri moti orbitali complessi, ha sette lune di dimensioni sufficientemente grandi da determinare una forma ellissoidale (anche se solo due, Titano e Rea, sono attualmente in equilibrio idrostatico). Tra le lune di Saturno particolarmente degne di nota vi sono Titano, la seconda luna più grande del sistema solare, con una ricca atmosfera di azoto e un paesaggio con laghi di idrocarburi e reti fluviali secche, ed Encelado, che emette getti di gas e polvere, e che potrebbe contenere acqua liquida nel sottosuolo della regione del suo polo sud.
Ventiquattro delle lune di Saturno sono satelliti regolari; hanno orbite con moto diretto poco inclinate rispetto al piano equatoriale di Saturno. Esse comprendono i sette satelliti principali, quattro piccole lune collocate in un'orbita troiana con lune più grandi, due lune reciprocamente co-orbitali e due lune che fungono da pastori dell'anello F. Altri due satelliti regolari orbitano tra le lacune negli anelli di Saturno. Iperione, relativamente grande, è bloccata in risonanza orbitale con Titano. Le restanti lune regolari orbitano vicino al bordo esterno dell'anello A, all'interno dell'anello G e tra le lune maggiori Mimas e Encelado. I satelliti regolari hanno avuto il loro nome dai Titani o da altre figure associate alla mitologia di Saturno.
Le altre 38 lune, tutte piccole tranne una, sono satelliti irregolari le cui orbite, fortemente inclinate e con moto diretto o retrogrado, sono molto più lontane da Saturno. Queste lune sono probabilmente pianeti minori catturati, oppure detriti dalla disintegrazione di pianeti minori dopo essere stati catturati, con formazione di famiglie collisionali. In base alle loro caratteristiche orbitali, i satelliti irregolari sono stati classificati nei gruppi Inuit, Nordico, e Gallico; i loro nomi sono stati scelti dalle relative mitologie. La più grande delle lune irregolari è Febe, la nona luna di Saturno, scoperta verso la fine del XIX secolo.
Gli anelli di Saturno sono composti da oggetti di dimensioni che variano da microscopiche a centinaia di metri, ciascuno nella propria orbita attorno al pianeta. Pertanto, non può essere assegnato a Saturno un numero preciso di lune, in quanto non vi è un confine netto tra gli innumerevoli piccoli oggetti anonimi che popolano il sistema di anelli di Saturno e gli oggetti più grandi che sono stati designati come lune. Oltre 150 piccole lune immerse negli anelli sono state identificate dalle perturbazioni che creano nel materiale degli anelli circostanti, anche se esse rappresentano solo un piccolo campione della popolazione totale di questi oggetti.

## Osservazioni e scoperte

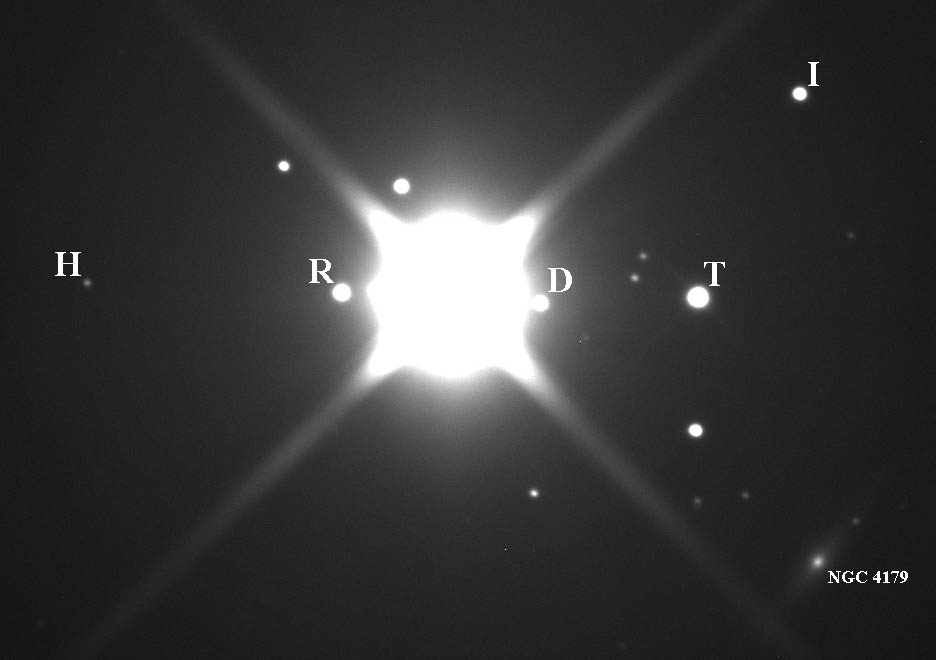
Saturno (sovraesposto) con le lune Giapeto, Titano, Dione, Iperione e Rea osservati attraverso un telescopio da 12,5 pollici

### Prime osservazioni
Prima dell'avvento della fotografia telescopica, otto lune di Saturno erano state scoperte attraverso l'osservazione diretta con telescopi ottici. La più grande luna di Saturno, Titano, fu scoperta nel 1655 da Christiaan Huygens utilizzando un obiettivo da 57 millimetri montato su un telescopio rifrattore di sua progettazione. Teti, Dione, Rea e Giapeto (i "Sidera Lodoicea") furono scoperti tra il 1671 e il 1684 da Giovanni Domenico Cassini. Mimas e Encelado furono scoperti nel 1789 da William Herschel. Iperione fu scoperto nel 1848 da W.C. Bond, G.P. Bond e William Lassell.
L'uso di lastre fotografiche a lunga esposizione ha reso possibile la scoperta di altri satelliti. Il primo ad essere scoperto con questa tecnica fu Febe, nel 1899 da William Henry Pickering. Nel 1966 il decimo satellite di Saturno, poi chiamato Giano, fu scoperto da Audouin Dollfus, quando gli anelli vennero osservati di taglio all'incirca a un equinozio. Pochi anni dopo ci si rese conto che tutte le osservazioni del 1966 potevano essere spiegate solo in presenza di un altro satellite con un'orbita simile a quella di Giano. Questo oggetto è oggi conosciuto come Epimeteo, l'undicesima luna di Saturno. Condivide la stessa orbita con Giano, con il quale rappresenta l'unico esempio conosciuto di lune co-orbitali del Sistema Solare. Nel 1980 tre altre lune di Saturno furono scoperte dalla Terra e successivamente confermate dalle sonde Voyager. Sono il satellite troiano di Dione, Elena, e quelli di Teti, Telesto e Calipso.

### Osservazioni da veicoli spaziali

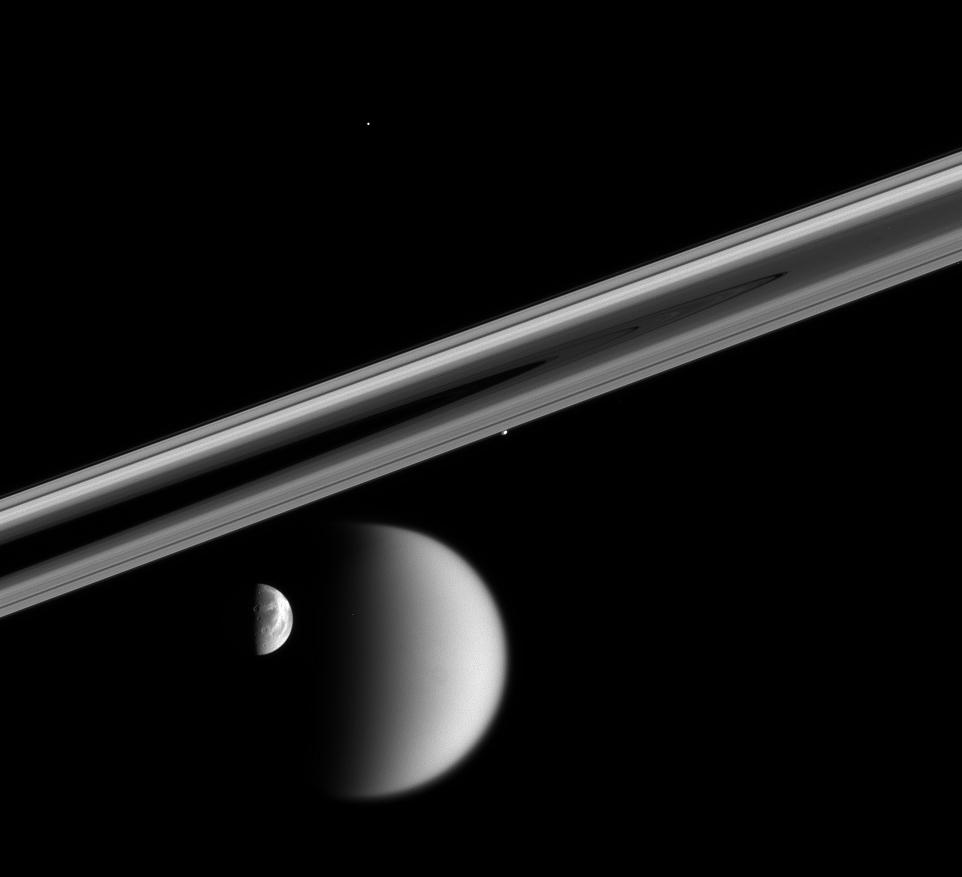
Questa immagine ripresa dalla sonda Cassini mostra quattro lune di Saturno: l'enorme Titano e Dione in basso, la piccola Prometeo (sotto gli anelli) e la minuscola Telesto al centro in alto.

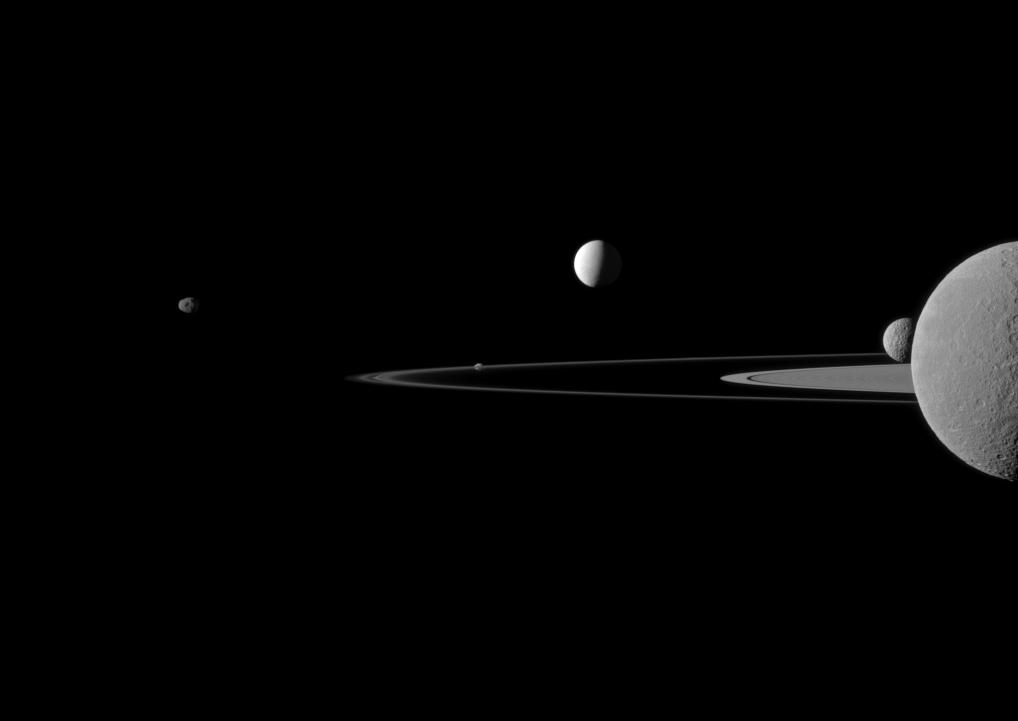
Cinque lune in un'altra immagine di Cassini: Rea in primo piano sulla destra, Mimas subito dietro, il luminoso Encelado al centro oltre gli anelli, Pandora eclissata dall'anello F, e Giano sulla sinistra.

Da allora, lo studio dei pianeti esterni è stato rivoluzionato con l'uso delle sonde spaziali senza equipaggio. L'arrivo della sonda Voyager su Saturno nel 1980-1981 portò alla scoperta di altre tre lune, Atlas, Prometeo e Pandora, portando il totale a 17. Inoltre, Epimeteo fu confermato come distinto da Giano. Nel 1990 Pan fu scoperto nell'archivio immagini di Voyager.
La missione Cassini, che arrivò a Saturno nell'estate del 2004, inizialmente scoprì tre piccole lune interne, Metone e Pallene tra Mimas e Encelado, e Polluce, la seconda luna lagrangiana di Dione. Inoltre osservò tre possibili lune, successivamente non confermate, nell'anello F. Nel novembre del 2004 gli scienziati di Cassini annunciarono che la struttura degli anelli di Saturno indicava la presenza di diverse altre lune che orbitavano all'interno degli anelli, sebbene uno solo, Dafni, fu confermato visivamente fino ad allora (2005). Nel 2007 fu annunciata Antea. Nel 2008 fu segnalato che le osservazioni di Cassini relative a un impoverimento di elettroni energetici nella magnetosfera di Saturno vicino a Rea poteva essere la prova di un tenue sistema di anelli attorno alla seconda luna più grande di Saturno. Nel marzo 2009, fu annunciata l'esistenza di Egeone, una piccola luna all'interno dell'anello G. Nel luglio dello stesso anno, fu osservata S/2009 S 1, la prima piccola luna all'interno dell'anello B.
Nell'aprile del 2014 è stato segnalato il possibile inizio di una nuova luna all'interno dell'anello A. (immagine)

### Lune esterne

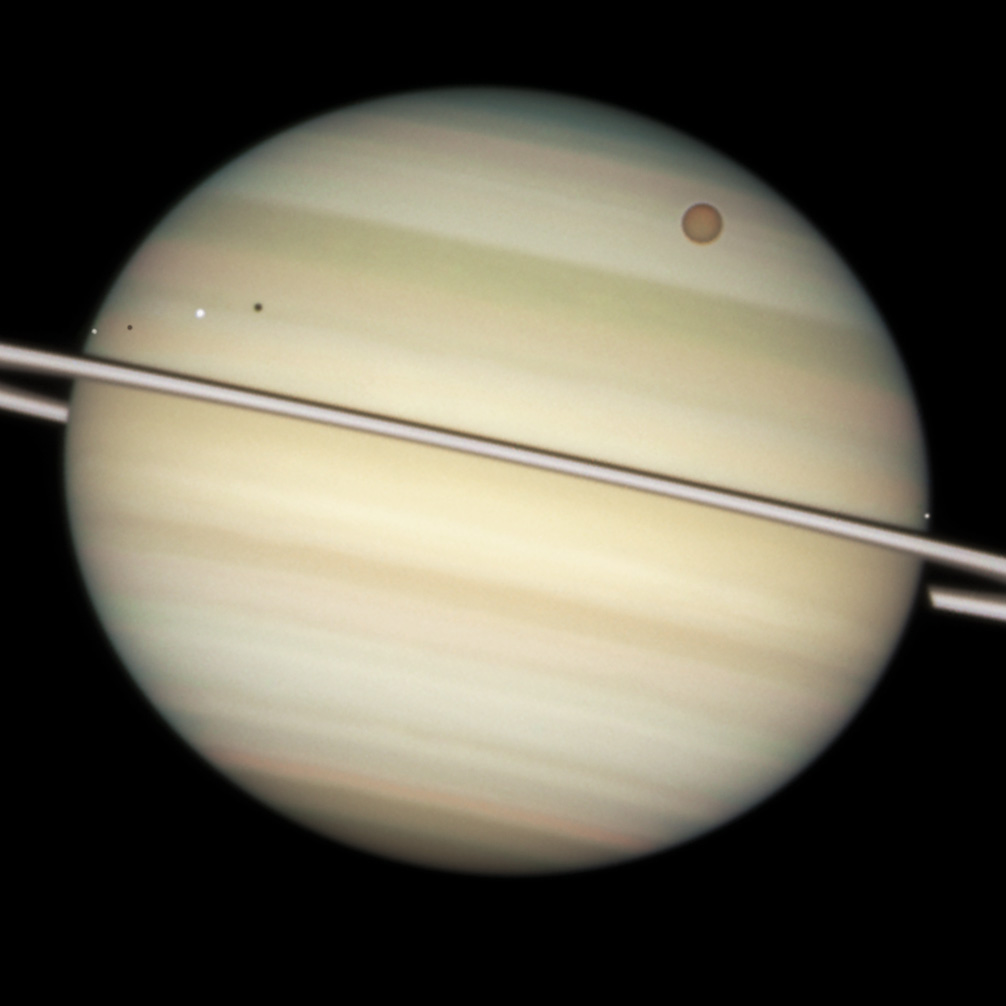
Quadruplo transito di lune davanti a Saturno ripreso dal telescopio spaziale Hubble, da sinistra a destra: Encelado, Dione, Titano e Mimas.

Lo studio delle lune di Saturno è stato agevolato anche dai progressi nella strumentazione dei telescopi, soprattutto con l'introduzione dei dispositivi a carica accoppiata (CCD) digitali che hanno sostituito le lastre fotografiche. Per tutto il XX secolo, Febe è rimasta l'unica tra le lune conosciute di Saturno ad avere un'orbita fortemente irregolare. A partire dal 2000, tuttavia, tre dozzine di altre lune irregolari sono stati scoperte tramite telescopi terrestri. A partire dalla fine del 2000, un'indagine condotta utilizzando tre telescopi di medie dimensioni scoprì tredici nuove lune che orbitano Saturno a grande distanza, in orbite eccentriche molto inclinate sia rispetto all'equatore di Saturno che all'eclittica. Esse sono probabilmente frammenti di corpi più grandi catturati dall'attrazione gravitazionale di Saturno. Nel 2005 alcuni astronomi dell'Osservatorio di Mauna Kea annunciarono la scoperta di altre dodici lune esterne più piccole. Nel 2006 gli astronomi, utilizzando un telescopio Subaru di 8,2 m, segnalarono la scoperta di altre nove lune irregolari. Nell'aprile del 2007 fu annunciato Tarqeq (S/2007 S 1) e, nel maggio dello stesso anno, S/2007 S 2 e S/2007 S 3.

### Nomi
I nomi moderni per le lune di Saturno furono proposti da John Herschel nel 1847. Egli propose di dar loro i nomi delle figure mitologiche associate al dio romano dell'agricoltura e del raccolto, Saturno (corrispondente al greco Crono). In particolare, i sette satelliti allora conosciuti presero il nome dai Titani, fratelli e sorelle di Saturno. Nel 1848 Lassell propose che l'ottavo satellite di Saturno fosse chiamato Iperione, un altro Titano. Quando nel XX secolo i nomi dei Titani furono esauriti, le lune presero il nome da personaggi della mitologia greca e romana o da giganti di altre mitologie. Tutte le lune irregolari (eccetto Febe) hanno nomi di divinità della mitologia inuit, di quella celtica e di giganti di ghiaccio della mitologia norrena.
Alcuni asteroidi condividono gli stessi nomi delle lune di Saturno: 55 Pandora, 106 Dione, 577 Rea, 1809 Prometeo, 1810 Epimeteo e 4450 Pan. Inoltre, altri due asteroidi avevano condiviso i nomi di altrettante lune di Saturno fino a quando l'Unione Astronomica Internazionale (IAU) ha reso permanente le differenze di ortografia: Calipso e l'asteroide 53 Kalypso, Hélène e l'asteroide 101 Helena.

## Dimensioni

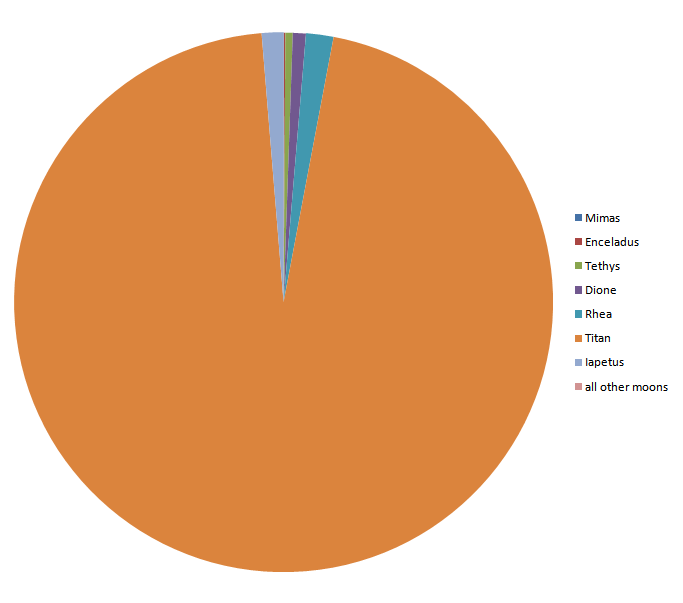
Le masse relative delle lune di Saturno. Mimas, gli anelli e le piccole lune non sono visibili su questa scala.

Il sistema delle lune di Saturno è molto sbilanciato: una, Titano, possiede più del 96% della massa in orbita intorno al pianeta. Le altre sei lune planemo (ellissoidali) rappresentano circa il 4%, mentre le restanti 55 piccole lune, insieme con gli anelli, hanno solo lo 0,04%.
| Confronto tra i satelliti maggiori di Saturno e la Luna della Terra | Confronto tra i satelliti maggiori di Saturno e la Luna della Terra | Confronto tra i satelliti maggiori di Saturno e la Luna della Terra | Confronto tra i satelliti maggiori di Saturno e la Luna della Terra | Confronto tra i satelliti maggiori di Saturno e la Luna della Terra | Confronto tra i satelliti maggiori di Saturno e la Luna della Terra |
| Nome                                                                | Diametro (km)                                                       | Massa (kg)                                                          | Raggio orbitale (km)                                                | Periodo orbitale (giorni)                                           |                                                                     |
| ------------------------------------------------------------------- | ------------------------------------------------------------------- | ------------------------------------------------------------------- | ------------------------------------------------------------------- | ------------------------------------------------------------------- | ------------------------------------------------------------------- |
| Mimas                                                               | 396 (12% Luna)                                                      | 0,38×1020 (0,05% Luna)                                              | 185 000 (50% Luna)                                                  | 0,9 (3% Luna)                                                       |                                                                     |
| Encelado                                                            | 504 (14% Luna)                                                      | 1,1×1020 (0,2% Luna)                                                | 238 000 (60% Luna)                                                  | 1,4 (5% Luna)                                                       |                                                                     |
| Teti                                                                | 1 062 (30% Luna)                                                    | 6,2×1020 (0,8% Luna)                                                | 295 000 (80% Luna)                                                  | 1,9 (7% Luna)                                                       |                                                                     |
| Dione                                                               | 1 123 (32% Luna)                                                    | 11×1020 (1,5% Luna)                                                 | 377 000 (100% Luna)                                                 | 2,7 (10% Luna)                                                      |                                                                     |
| Rea                                                                 | 1 527 (44% Luna)                                                    | 23×1020 (3% Luna)                                                   | 527 000 (140% Luna)                                                 | 4,5 (20% Luna)                                                      |                                                                     |
| Titano                                                              | 5 150 (148% Luna) (75% Marte)                                       | 1 350×1020 (180% Luna)                                              | 1 222 000 (320% Luna)                                               | 16 (60% Luna)                                                       |                                                                     |
| Iperione                                                            | 270 (8% Luna)                                                       | 0,056×1020 (0,007% Luna)                                            | 1 501 000 (390% Luna)                                               | 21 (78% Luna)                                                       |                                                                     |
| Giapeto                                                             | 1 470 (42% Luna)                                                    | 18×1020 (2,5% Luna)                                                 | 3 560 000 (930% Luna)                                               | 79 (290% Luna)                                                      |                                                                     |
| Febe                                                                | 213 (6% Luna)                                                       | 0,083×1020 (0,016% Luna)                                            | 12 906 000 (3350% Luna)                                             | 550 (2015% Luna)                                                    |                                                                     |

## Gruppi orbitali
Anche se le distinzioni possono apparire un po' vaghe, le lune di Saturno possono essere suddivise in dieci gruppi in base alle loro caratteristiche orbitali. Molti di loro, come Pan e Dafni, orbitano all'interno degli anelli di Saturno e hanno periodi orbitali solo leggermente più lunghi del periodo di rotazione del pianeta.
Le lune più interne e parecchi satelliti regolari hanno tutti un'Inclinazione orbitale media che va da meno di un grado a 1,5° circa (tranne Giapeto che ha un'inclinazione di 7,57°) e una piccola eccentricità orbitale. D'altra parte, i satelliti irregolari nelle regioni più periferiche del sistema lunare di Saturno, in particolare il gruppo Nordico, hanno raggi orbitali di milioni di chilometri e periodi orbitali della durata di diversi anni. Inoltre, le lune del gruppo Nordico orbitano in direzione opposta alla rotazione di Saturno.

### Piccole lune degli anelli

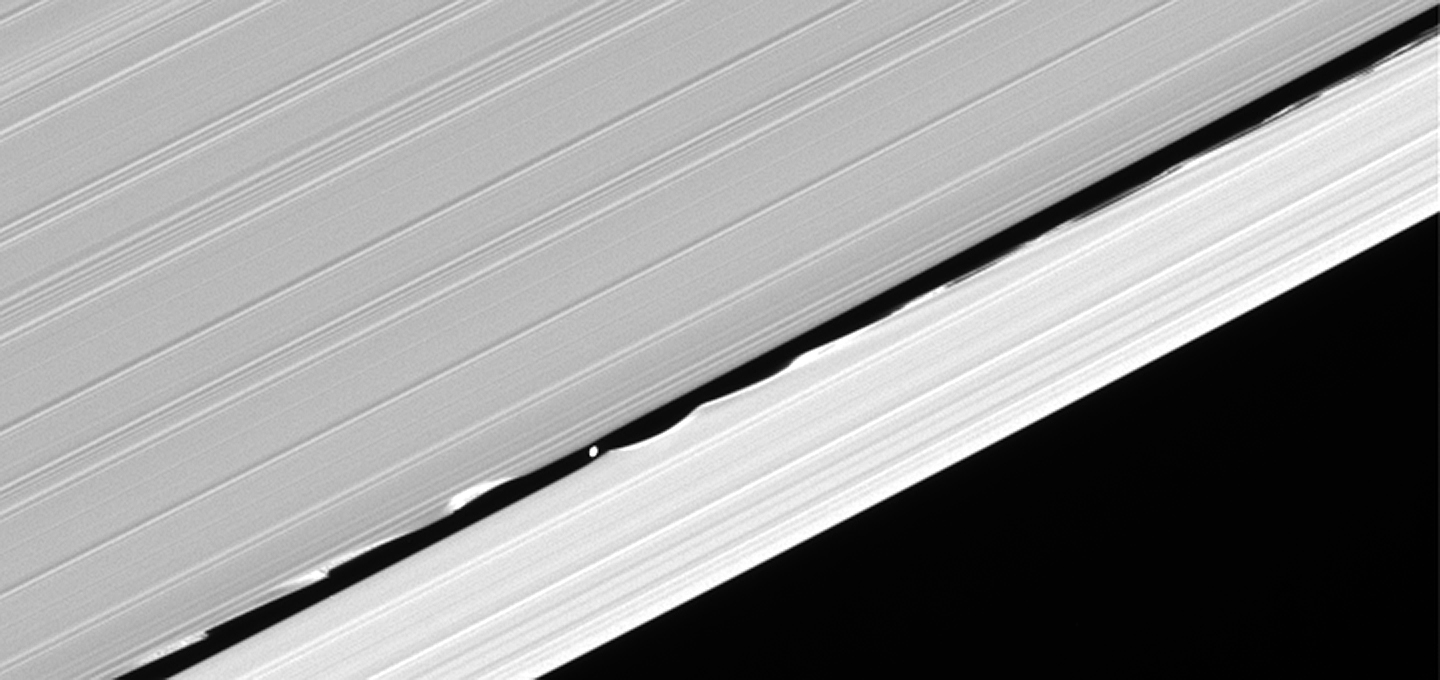
Dafni nella divisione di Keeler

Verso la fine di luglio del 2009 fu scoperta, dall'ombra che gettava, una piccola luna nell'anello B, a 480 km dal bordo esterno dell'anello. Il suo diametro fu stimato di 300 m. A differenza delle piccole lune dell'anello A (vedi sotto), essa non induce l'effetto 'elica', probabilmente a causa della maggior densità dell'anello B.

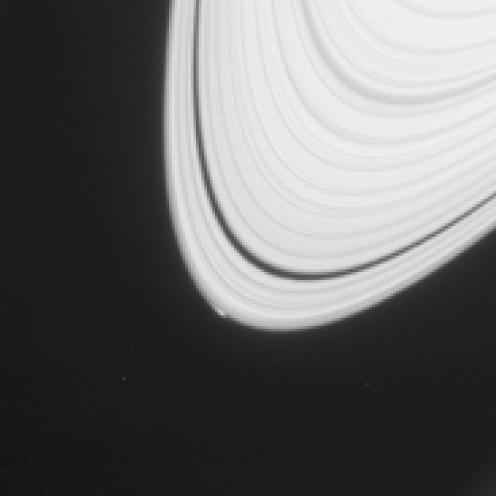
Possibile inizio di una nuova luna del pianeta Saturno (15 aprile 2014).

Nel 2006, tra le immagini di Cassini dell'anello A, furono scoperte quattro minuscole lune. Prima di questa scoperta si conoscevano solo due lune grandi all'interno delle lacune dell'anello A: Pan e Dafni. Queste ultime hanno dimensioni tali da spazzare il materiale lasciando delle lacune nell'anello. Al contrario, una luna con massa ridotta è in grado di spazzare parzialmente solo due piccole lacune di circa 10 km nelle immediate vicinanze della luna stessa, creando una struttura a forma di elica di aeroplano. Le lune stesse sono minuscole, con un diametro che va da 40 a 500 metri, troppo piccole per essere osservate direttamente. Nel 2007 la scoperta di altre 150 piccole lune ha rivelato che (con l'eccezione di due che sono state viste al di fuori della Divisione di Encke) sono confinate in tre bande strette nell'anello A tra 126 750 e 132 000 km dal centro di Saturno. Ogni banda è larga circa un migliaio di chilometri, meno dell'1% della larghezza degli anelli di Saturno. Questa regione è relativamente libera da perturbazioni causate da risonanze con satelliti più grandi, anche se altre zone dell'anello A senza perturbazioni sono apparentemente prive di piccole lune. Le lune si formarono probabilmente a seguito della disintegrazione di un satellite più grande. Si stima che l'anello A contenga 7000-8000 eliche con dimensioni superiori a 0,8 chilometri e alcuni milioni con dimensioni superiori a 0,25 km.
Piccole lune di questo tipo potrebbero risiedere nell'anello F. Lì, "getti" di materiale possono essere dovuti a collisioni (avviate da perturbazioni della vicina piccola luna Prometeo) di queste piccole lune con il nucleo dell'anello F. Una delle piccole lune di maggiori dimensioni dell'anello F potrebbe essere l'oggetto non ancora confermato S/2004 S 6.
Una delle lune scoperte di recente, Egeone, risiede all'interno dell'arco luminoso dell'anello G ed è bloccato in una risonanza di moto medio 7:6 con Mimas. Ciò significa che fa esattamente sette giri attorno a Saturno mentre Mimas ne fa esattamente sei. La luna è la più grande tra la popolazione dei corpi che sono fonte di polvere in questo anello.
Nell'aprile del 2014 gli scienziati della NASA hanno segnalato il possibile inizio di una nuova luna all'interno dell'anello A del pianeta Saturno. (immagine)

### Pastori degli anelli

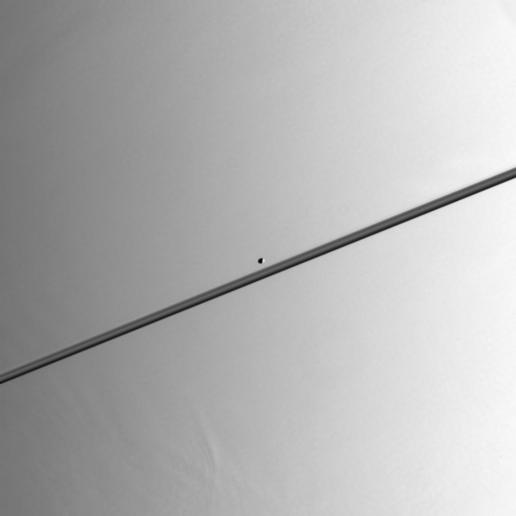
Pandora che, visto dalla Cassini, transita davanti a Saturno, nei pressi degli anelli.

I satelliti pastore sono piccole lune che orbitano all'interno, o appena oltre, del sistema di anelli di un pianeta. Essi hanno l'effetto di modellare gli anelli, rendendo i loro bordi affilati, e di creare tra loro delle lacune. Le lune pastore di Saturno sono Pan (Divisione di Encke), Dafni (Divisione di Keeler), Atlante (anello A), Prometeo (anello F) e Pandora (anello F). Queste lune, insieme a quelle co-orbitali (vedi sotto), si sono probabilmente formate a seguito dell'accrescimento di materiale friabile degli anelli sopra i nuclei più densi preesistenti. I nuclei, di dimensioni da un terzo a metà di quelle delle attuali lune, possono essere essi stessi dei frammenti collisionali formatisi in seguito alla disintegrazione di un satellite madre degli anelli.

### Co-orbitali
Giano ed Epimeteo sono lune co-orbitali. Esse sono di dimensioni quasi uguali, con Giano leggermente più grande di Epimeteo. Giano ed Epimeteo hanno orbite con semiassi maggiori che differiscono solo di pochi chilometri, così vicine che colliderebbero se tentassero di superarsi l'un l'altra. Invece di collidere, tuttavia, la loro interazione gravitazionale li forza a scambiarsi le orbite ogni quattro anni.

### Grandi lune interne
Le grandi lune interne di Saturno orbitano all'interno del suo tenue anello E, insieme con tre lune più piccole del gruppo Alcionidi.
- Mimas è la più piccola e meno massiccia delle quattro, anche se la sua massa è sufficiente a perturbare l'orbita di Metone. Ha una marcata forma ovoidale, essendo schiacciata ai poli e rigonfia all'equatore (di 20 km circa) per effetto della gravità di Saturno.[38] Mimas ha un cratere da impatto largo un terzo del suo diametro, Herschel, situato nel suo emisfero anteriore. Mimas non ha attività geologica nel presente o nel passato, e la sua superficie è piena di crateri da impatto. Le uniche caratteristiche tettoniche conosciute sono alcune fossae arcuate e lineari, che probabilmente si formarono quando Mimas subì l'impatto di Herschel.

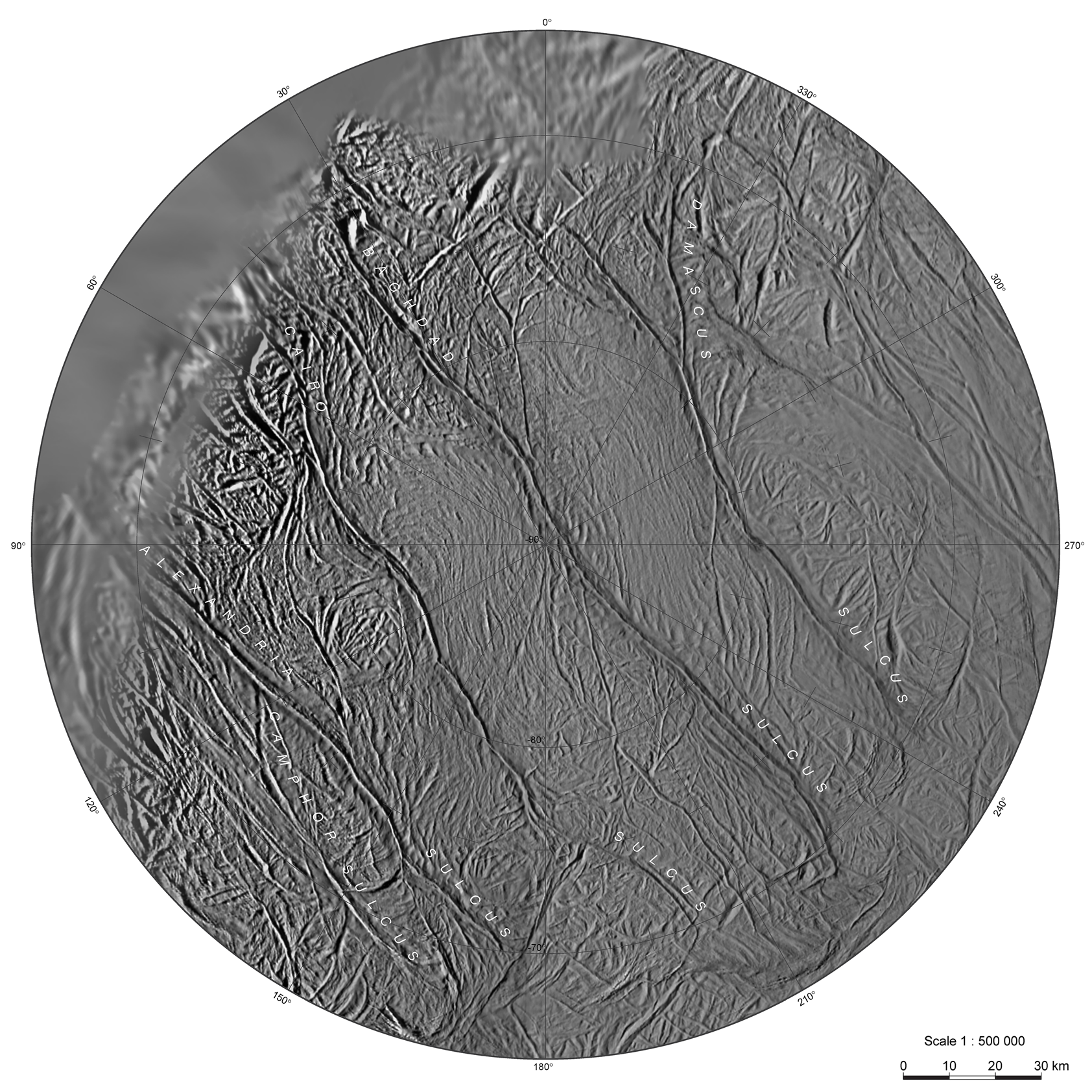
Superficie tigrata di Encelado

- Encelado è dopo Mimas la seconda luna più piccola di Saturno di forma sferica.[38] Tra le lune piccole di Saturno è al momento l'unica con attività endogena, oltre ad essere il più piccolo corpo conosciuto nel Sistema Solare geologicamente attivo oggi. La sua superficie è morfologicamente diversificata, avendo sia antichi terreni craterizzati che giovani zone lisce con pochi crateri da impatto. Su Encelado diverse pianure sono fratturate e intersecate da sistemi di lineamenti. Cassini ha scoperto che la zona intorno al polo sud è stranamente calda e tagliata da un sistema di fratture di 130 km circa di lunghezza chiamato "strisce di tigre", alcune delle quali emettono getti di vapore acqueo e polvere. Questi getti formano un esteso pennacchio sopra al polo sud, che inonda l'anello E di Saturno e costituisce la principale fonte di ioni della magnetosfera di Saturno.[39] Il gas e la polvere vengono rilasciati a una velocità di oltre 100 kg/s. Encelado potrebbe avere acqua liquida sotto la superficie al polo sud. Si ritiene che la fonte di energia di questo criovulcanismo sia una risonanza di moto medio 2:1 con Dione. Il ghiaccio puro sulla superficie rende Encelado uno degli oggetti più brillanti del sistema solare, con un'albedo geometrica superiore al 140%.

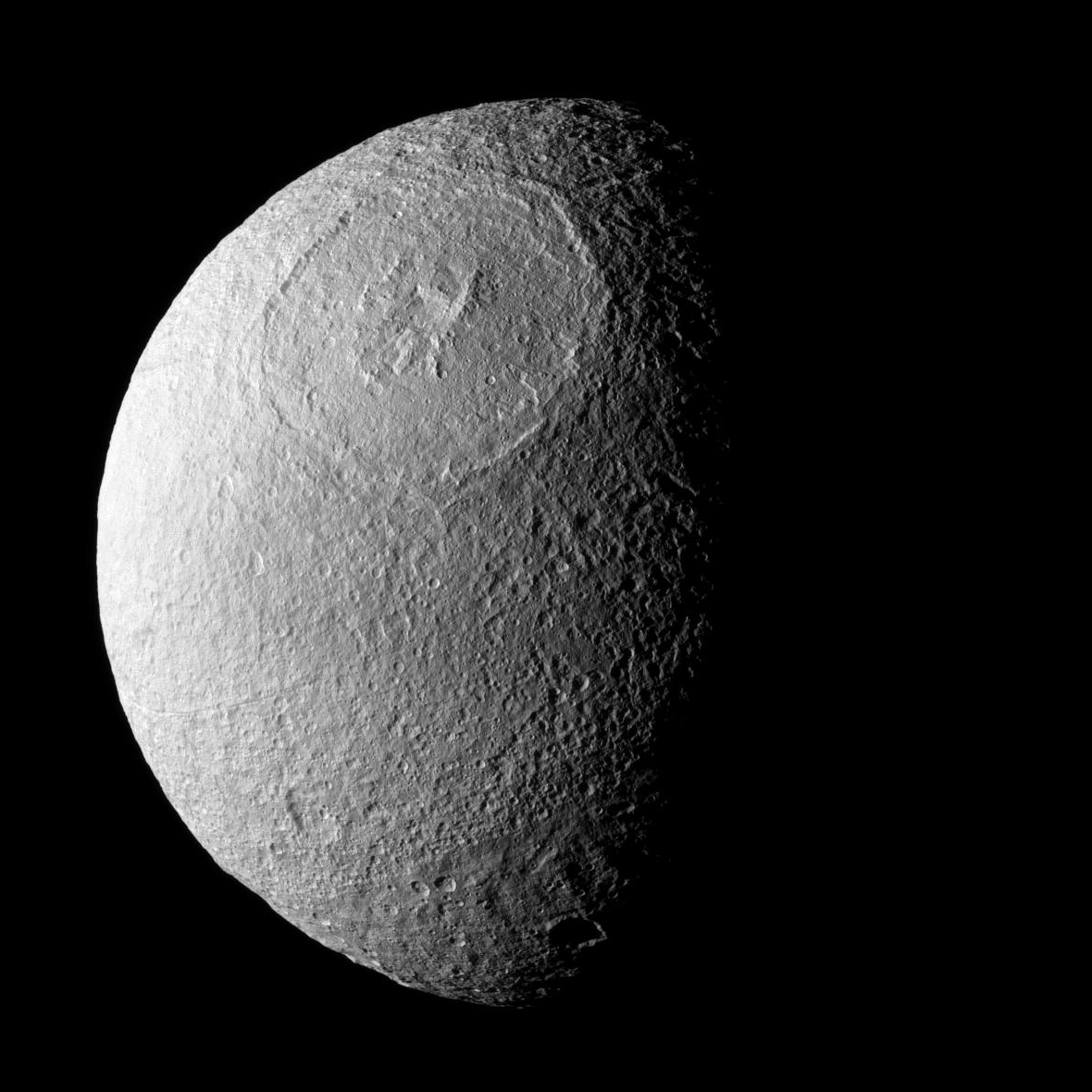
Immagine di Teti e dell'enorme cratere Odisseo.

- Teti è la terza luna più grande delle lune interne di Saturno. Le sue caratteristiche più importanti sono un grande (400 km di diametro) cratere da impatto, il cratere Odisseo, nel suo emisfero anteriore e un vasto sistema di canyon denominato Ithaca Chasma che si estende per almeno 270° attorno a Teti. Ithaca Chasma è concentrico a Odisseo, il che fa ritenere che queste due caratteristiche possano essere correlate. Teti non sembra avere in corso alcuna attività geologica. Un terreno collinare craterizzato occupa la maggior parte della sua superficie, mentre una regione più piccola e più liscia formata da pianure si trova nell'emisfero opposto a quello di Odisseo. Le pianure contengono meno crateri e sono apparentemente più giovani. Un confine netto le separa dalla zona craterizzata. Vi è anche un sistema di fossae estese che si irradiano da Odisseo. La densità di Teti (0,985 g/cm³) è inferiore a quella dell'acqua, ad indicare che è fatto principalmente di ghiaccio d'acqua con soltanto una piccola frazione di roccia.
- Dione è la seconda luna interna più grande di Saturno. Essa ha una densità maggiore di quella della geologicamente inattiva Rea, la luna interna più grande, ma minore di quella dell'attivo Encelado.[38] Mentre la maggior parte della superficie di Dione è occupata da antico terreno craterizzato, vi è anche una vasta rete di depressioni e di lineamenti, ad indicare che in passato vi è stata un'attività tettonica a livello globale.[40] Le depressioni e i lineamenti sono notevoli soprattutto nell'emisfero posteriore, con diversi gruppi di fratture che si intersecano.[40] Nelle pianure ci sono alcuni crateri da impatto che raggiungono i 250 km di diametro. Pianure lisce con pochi crateri da impatto sono presenti su una piccola parte della sua superficie.[41] Probabilmente erano tettonicamente riemerse relativamente tardi nella storia geologica di Dione. In due zone nell'area delle pianure lisce, sono state individuate strane formazioni (depressioni) che assomigliano a crateri da impatto oblunghi, entrambe situate presso i centri da cui si irradiano le reti di crepe e di avvallamenti;[41] queste caratteristiche possono essere di origine criovulcanica. Dione potrebbe essere geologicamente attiva anche oggi, sebbene in misura nettamente minore rispetto al criovulcanismo di Encelado. Ciò emerge da misurazioni magnetiche di Cassini che mostrano che Dione è una fonte di plasma nella magnetosfera di Saturno, molto simile a Encelado.[41]

### Alcionidi
Tre piccole lune orbitano tra Mimas e Encelado: Metone, Antea e Pallene. Chiamate con il nome delle Alcionidi della mitologia greca, sono tra le più piccole lune del sistema di Saturno. Antea e Metone possiedono archi d'anello molto deboli lungo le loro orbite, mentre Pallene possiede un tenue anello completo. Di queste tre lune, solo Metone è stato fotografato a distanza ravvicinata, mostrando di essere a forma di uovo con pochissimi o nessun cratere.

### Lune troiane

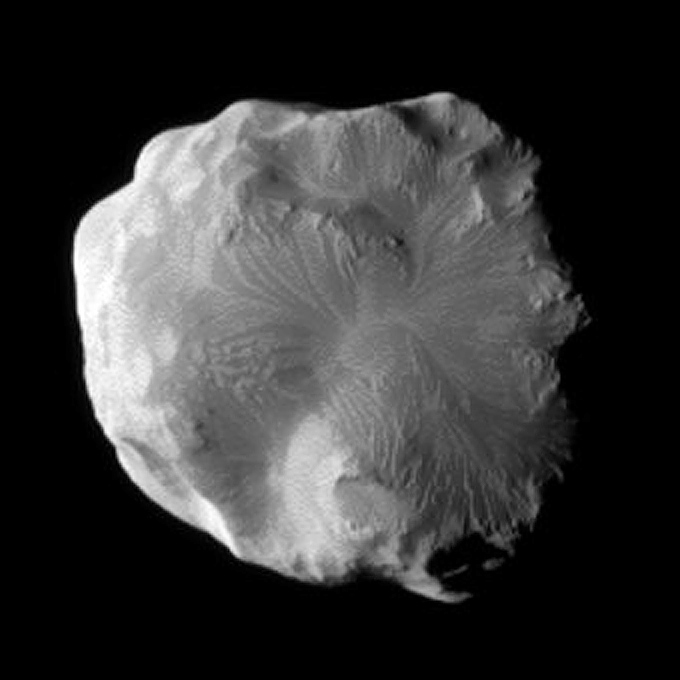
Elena in un'immagine della sonda Cassini del 2011.

I Satelliti troiani rappresentano una caratteristica unica, conosciuta solo nel sistema di Saturno. Un corpo troiano orbita attorno al punto di Lagrange anteriore L4 o posteriore L5 di un oggetto molto più grande, come una grande luna o un pianeta. Teti ha due lune troiane, Telesto (anteriore) e Calipso (posteriore); altrettante ne ha Dione, Elena (anteriore) e Polluce (posteriore). Elena è di gran lunga la più grande luna troiana, mentre Polluce è il più piccolo e ha l'orbita più caotica.

### Grandi lune esterne
Queste lune orbitano tutte al di là dell'anello E:

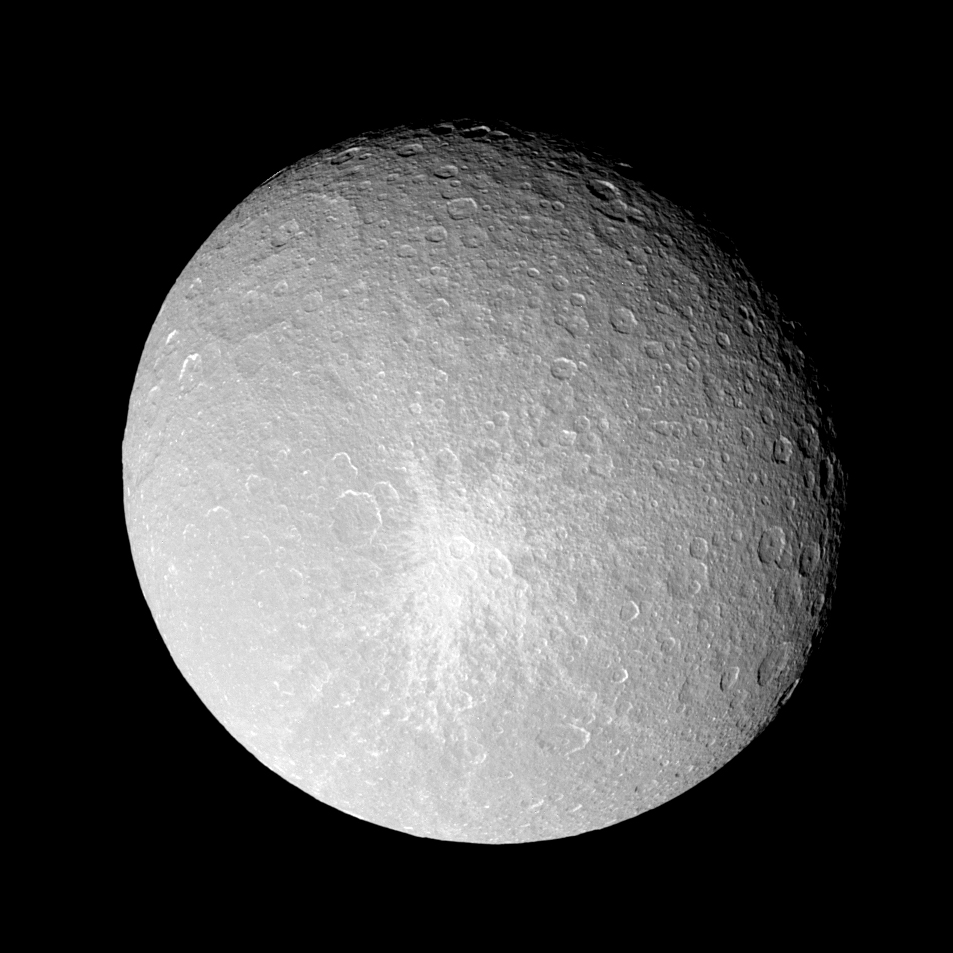
Inktomi, un cratere relativamente giovane dell'emisfero anteriore di Rea, caratterizzato da materiale espulso a forma di farfalla.

- Rea è la seconda luna più grande di Saturno.[38] Nel 2005 Cassini ha rilevato un impoverimento di elettroni nel plasma della scia di Rea, che si forma quando il plasma co-rotante della magnetosfera di Saturno viene assorbito dalla luna.[20] Si è ipotizzato che l'impoverimento sia stato causato dalla presenza di particelle delle dimensioni di granelli di polvere concentrate in alcuni tenui anelli equatoriali.[20] Questo sistema di anelli farebbe di Rea l'unica luna conosciuta del Sistema Solare ad avere anelli.[20] Tuttavia, successive osservazioni mirate del piano dei presunti anelli, ripreso da diverse angolazioni da parte della fotocamera ad angolo stretto di Cassini, non hanno fornito prove del materiale previsto, lasciando irrisolta l'origine delle osservazioni del plasma.[44] D'altra parte Rea presenta una superficie fortemente craterizzata, con l'eccezione di alcune fratture di grandi dimensioni sull'emisfero posteriore simili a quelle di Dione[45] e di una tenue "riga" di materiale all'equatore che potrebbe essere stato depositato da materiale proveniente da anelli attuali o del passato.[46] Rea ha anche due ampi bacini da impatto sull'emisfero opposto a Saturno, larghi 400 and 500 km chilometri circa,[45] il primo dei quali, Tirawa, è simile al cratere Odisseo su Teti. C'è anche un cratere da impatto di 48 km di diametro, Inktomi,[47][n 2] a 112° ovest, piuttosto vistoso a causa di un esteso sistema di raggi luminosi[48] che potrebbe essere uno dei crateri più giovani delle lune interne di Saturno.[45] Sulla superficie di Rea non sono state trovate tracce di attività endogene.[45]
- Titano, con un diametro di 5150 km, è la luna più grande di Saturno e la seconda del Sistema Solare. Di tutte le grandi lune, Titano è l'unica con un'atmosfera densa (pressione superficiale di 1,5 atm) e fredda, fatta principalmente di azoto con una piccola frazione di metano.[49] La densa atmosfera produce frequentemente nubi convettive bianche e luminose, soprattutto nella regione del polo sud.[49] La superficie di Titano, che è difficile da osservare a causa della persistente foschia atmosferica, mostra solo pochi crateri da impatto ed è probabilmente molto giovane.[49] La superficie presenta sia zone chiare che scure, canali naturali e probabilmente criovulcani.[49][50] Alcune zone scure sono ricoperte di dune longitudinali modellate dai venti di marea, fatte di acqua congelata o di idrocarburi.[51] Titano è l'unica luna con estese masse liquide alla sua superficie sotto forma di laghi di metano/etano nelle regioni polari nord e sud.[52] Il lago più grande, Kraken Mare, è più esteso del Mar Caspio.[53] Si ritiene che Titano, come Europa e Ganimede, abbia sotto la sua superficie un oceano composto di acqua mescolata con ammoniaca, che potrebbe eruttare in superficie e portare al criovulcanismo.[50] Il 6 giugno 2013, gli scienziati dell'Instituto de Astrofísica de Andalucía (IAA-CSIC) hanno riferito del rilevamento di idrocarburi policiclici aromatici nell'alta atmosfera di Titano.[54]

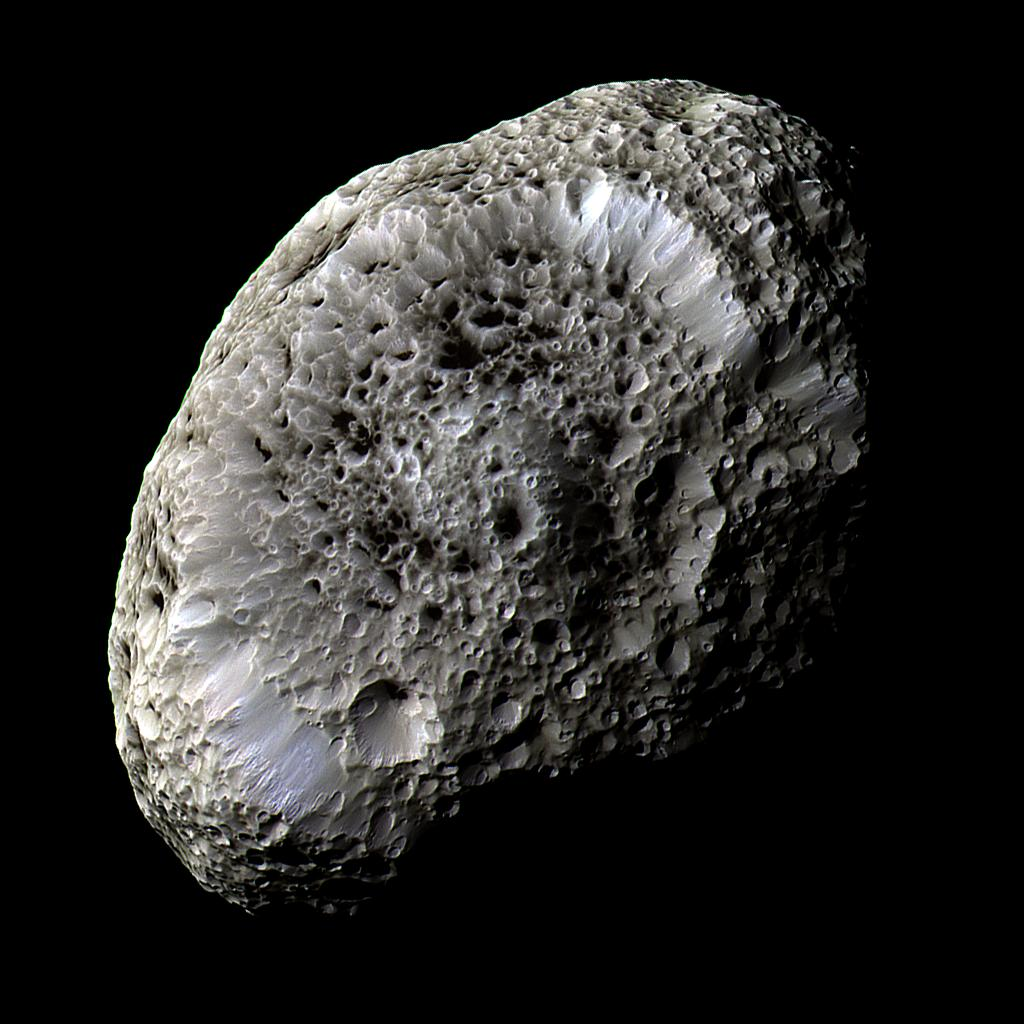
Immagine in falsi colori di Iperione, ripresa nel 2005 dalla sonda Cassini.

- Iperione è la luna più vicina a Titano nel sistema di Saturno. Le due lune sono bloccate in una risonanza di moto medio 4:3, il che significa che mentre Titano fa quattro orbite attorno a Saturno, Iperione ne fa esattamente tre. Con un diametro medio di circa 270 km, Iperione è più piccola e meno massiva di Mimas.[55] Ha una forma estremamente irregolare, con una superficie ghiacciata di colore beige simile a una spugna; anche il sottosuolo potrebbe essere parzialmente poroso.[55] La densità media di circa 0,55 g/cm³[55] indica che la porosità supera il 40% anche nell'ipotesi di avere una composizione di ghiaccio puro. La superficie di Iperione è ricoperta da numerosi crateri da impatto; quelli con diametro di 2–10 km sono particolarmente abbondanti.[55] È l'unica luna conosciuta ad avere una rotazione caotica, il che significa che Iperione non ha poli ed equatore ben definiti. Mentre a breve termine il satellite ruota intorno al suo asse ad una velocità di circa 72-75° al giorno, a più lungo termine il suo asse di rotazione vaga caoticamente attraverso il cielo.[55]

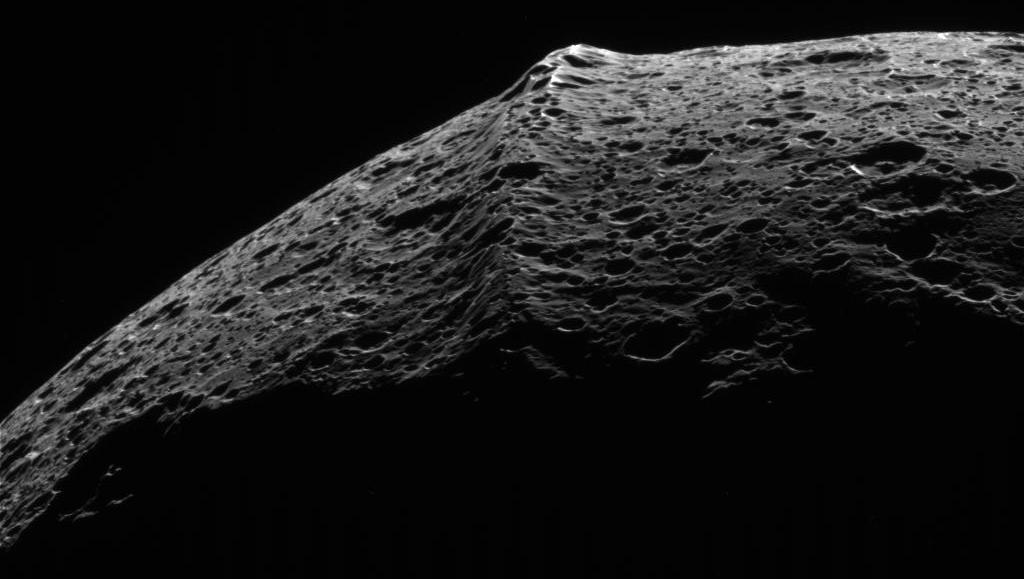
Cresta equatoriale di Giapeto

- Giapeto è la terza luna più grande di Saturno.[38] In orbita attorno al pianeta a 3,5 milioni di km è, delle lune grandi di Saturno, di parecchio la più lontana e con la maggiore inclinazione orbitale, 15,47°.[31] Giapeto è nota da tempo per la sua insolita superficie bicolore: il suo emisfero anteriore è nero come la pece, mentre quello posteriore è brillante quasi come la neve fresca.[56] Le immagini di Cassini hanno mostrato che il materiale scuro è limitato a una vasta area prossima all'equatore nell'emisfero anteriore chiamata Cassini Regio, che si estende approssimativamente da 40° N a 40° S.[56] Le regioni polari di Giapeto sono brillanti come il suo emisfero posteriore. Cassini ha anche scoperto una cresta equatoriale di 20 km di altezza, che si estende quasi lungo tutto l'equatore della luna.[56] Altrove, sia le superfici scure che quelle chiare sono antiche e con molti crateri. Le immagini hanno rivelato almeno quattro grandi bacini da impatto con un diametro da 380 a 550 km e numerosi crateri minori.[56] Non sono state trovate tracce di attività endogene.[56] Un indizio sull'origine del materiale scuro che copre parte della superficie dicromatica di Giapeto potrebbe essere stato trovato nel 2009, quando il Telescopio spaziale Spitzer della NASA ha scoperto un vasto, quasi invisibile disco attorno a Saturno, appena all'interno dell'orbita della luna Febe, l'anello Febe.[57] Gli scienziati ritengono che il disco sia formato da particelle di polvere e ghiaccio provenienti da impatti su Febe. Poiché le particelle del disco, al pari di Febe, orbitano in direzione opposta a quella di Giapeto, quest'ultimo le urta quando esse si muovono in direzione di Saturno, oscurando leggermente il suo emisfero anteriore.[57] Una volta che tra le diverse regioni di Giapeto si instaura una differenza di albedo, e di conseguenza di temperatura media, ne deriva un processo di deriva termica, consistente nella sublimazione di ghiaccio d'acqua dalle regioni più calde con brinamento di vapore acqueo verso le regioni più fredde. L'attuale aspetto bicolore di Giapeto ha origine dal contrasto tra le aree luminose, ricoperte soprattutto di ghiaccio, e le regioni con rivestimento scuro, dato dalla parte residua formatasi con la perdita del ghiaccio superficiale.[58][59]

### Lune irregolari

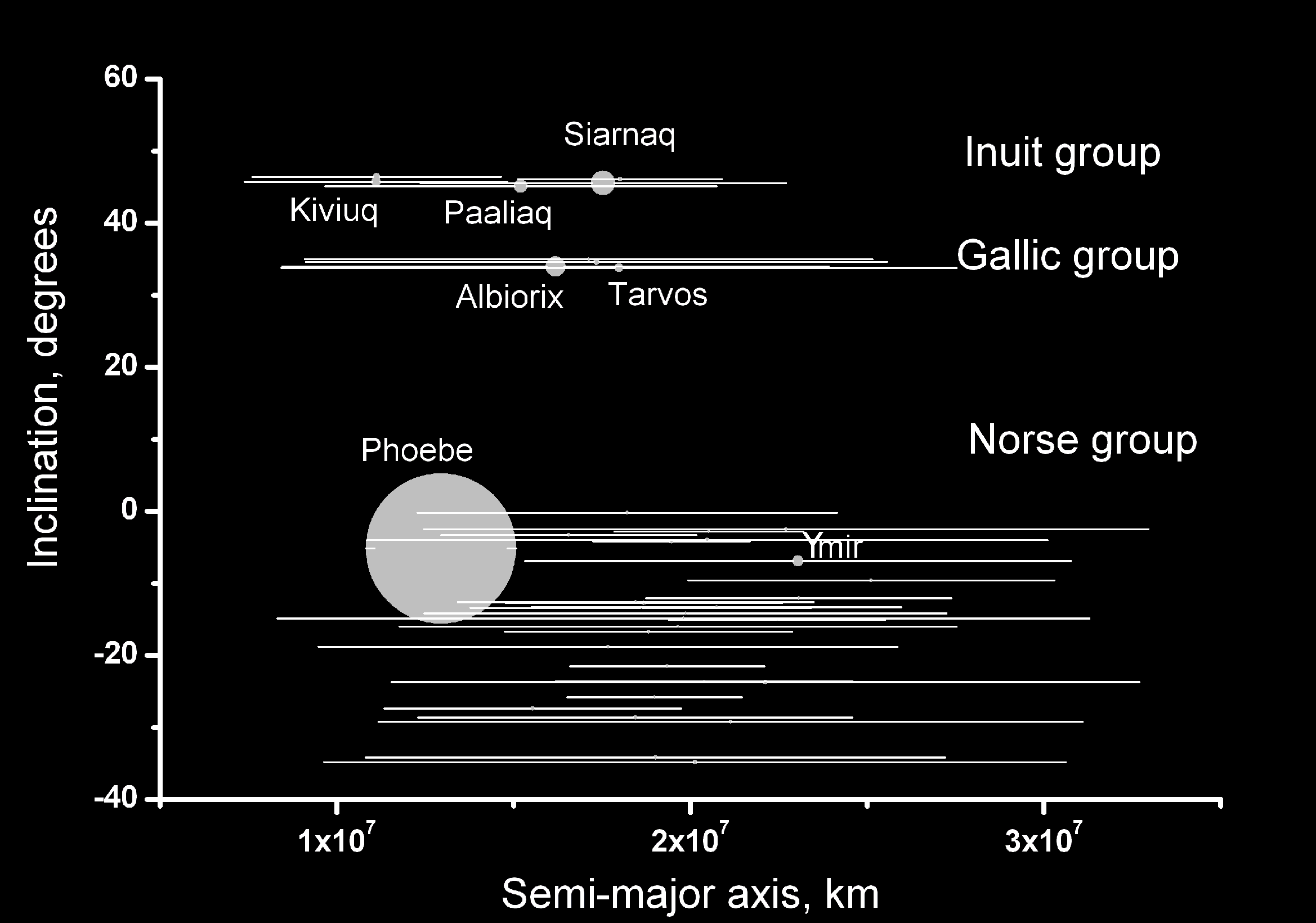
Diagramma che illustra le orbite dei satelliti irregolari di Saturno. L'inclinazione assiale e il semiasse maggiore sono rappresentati rispettivamente dagli assi Y e X. L'eccentricità delle orbite sono indicate dai segmenti che uniscono il pericentro con l'apocentro. I satelliti con inclinazioni positive hanno moto diretto, quelli con inclinazioni negative, moto retrogrado. L'unità di misura dell'asse X sono i chilometri. Si identificano i gruppi Inuit e Gallico (moto diretto) e Nordico (moto retrogrado).

Le lune irregolari sono piccoli satelliti con ampio raggio, orbite inclinate e spesso retrograde. Si ritiene che siano state acquisite dal pianeta madre attraverso un processo di cattura. Spesso fanno parte di famiglie collisionali o di gruppi. Poiché queste lune sono troppo piccole per essere risolte attraverso un telescopio, non sono note con certezza né la loro dimensione precisa né la loro albedo, anche se quest'ultima si presume che sia piuttosto bassa, attorno al 6% (albedo di Febe) o anche meno. Le lune irregolari hanno generalmente spettri nel visibile e nell'infrarosso vicino dominati da bande di assorbimento dell'acqua. Esse sono di colore neutro o rossiccio, simili agli asteroidi di tipo C, di tipo P, o di tipo D, e decisamente meno rosse degli oggetti della fascia di Kuiper.

#### Gruppo Inuit
Il gruppo Inuit comprende sei lune esterne con moto diretto; si possono considerare un gruppo perché hanno di abbastanza simile la distanza dal pianeta (186-297 raggi di Saturno), l'inclinazione orbitale (45-50°), e il colore. Le lune sono Ijiraq, Kiviuq, Paaliaq, Siarnaq, Tarqeq e S/2004 S 29. La più grande tra loro è Siarnaq, con una dimensione stimata di 40 km circa.

#### Gruppo Gallico
Le quattro lune che formano il gruppo Gallico hanno di simile le distanze dal pianeta (207-302 raggi di Saturno), le inclinazioni orbitali (35-40°) e i colori. Sono Albiorix, Bebhionn, Erriapo, e Tarvos. Al 2009, Tarvos è la luna più lontana da Saturno. Il più grande tra questi satelliti è Albiorix con una dimensione stimata di 32 km circa.

#### Gruppo Nordico
Il gruppo Nordico è costituito da 41 lune esterne con moto retrogrado. Esse sono Ægir, Bergelmir, Bestla, Farbauti, Febe, Fenrir, Fornjot, Greip, Hati, Hyrrokkin, Jarnsaxa, Kari, Loge, Mundilfari, Narvi, Skathi, Skoll, Surtur, Suttungr, Thrymr, Ymir, S/2004 S 7, S/2004 S 12, S/2004 S 13, S/2004 S 17, Gridr, Angrboda, Skrymir, Gerd, S/2004 S 26, Eggther, Beli, Gunnlod, Thiazzi, S/2004 S 34, Alvaldi, Geirrod, S/2006 S 1, S/2006 S 3, S/2007 S 2 e S/2007 S 3. Dopo Febe, Ymir è la più grande delle lune irregolari retrograde conosciute, con un diametro stimato di soli 18 km. Il gruppo Nordico potrebbe essere composto da diversi sottogruppi più piccoli.
Febe, con 214 km di diametro, è di gran lunga il più esteso dei satelliti irregolari di Saturno. Ha un'orbita retrograda e ruota sul suo asse ogni 9,3 ore. Febe è stata la prima luna di Saturno ad essere studiata in dettaglio da Cassini nel giugno 2004; durante questo incontro Cassini è stato in grado di mappare quasi il 90% della superficie della luna. Febe ha una forma quasi sferica e una densità relativamente elevata di circa 1,6 g/cm³. Le immagini di Cassini hanno rivelato una superficie scura segnata da numerosi impatti: ci sono circa 130 crateri con diametri superiori a 10 km. Misurazioni spettroscopiche hanno mostrato che la superficie è fatta di ghiaccio d'acqua, anidride carbonica, fillosilicati, sostanze organiche e probabilmente minerali ferrosi. Si ritiene che Febe sia un centauro catturato proveniente dalla fascia di Kuiper. Esso costituisce anche una fonte di materiale per l'anello più ampio di Saturno, che scurisce l'emisfero anteriore di Giapeto (vedi sopra).

## Elenchi

### Lune confermate
| Legenda                    | Legenda  | Legenda        | Legenda          | Legenda          |
| -------------------------- | -------- | -------------- | ---------------- | ---------------- |
| † Lune maggiori ghiacciate | ♠ Titano | ‡ Gruppo Inuit | ♦ Gruppo Gallico | ♣ Gruppo Nordico |

| N. | Nome IAU | Nome comune  | Immagine | Diametro (km)                   | Massa (1015 kg) | Semiasse maggiore (km) | Periodo orbitale (giorni) | Inclinazione | Eccentricità | Posizione                   | Anno scoperta | Scopritore                                      |
| -- | -------- | ------------ | --- | ------------------------------- | --------------- | ---------------------- | ------------------------- | ------------ | ------------ | --------------------------- | ------------- | ----------------------------------------------- |
| 1  |          | S/2009 S 1   | | ≈ 0,3                           | < 0,0001        | ≈ 117000               | ≈ 0,47                    | ≈ 0°         | ≈ 0          | esterno anello B            | 2009          | Cassini–Huygens                                 |
| 2  | XVIII    | Pan          | | 28,2±2,6 (34 × 31 × 20)         | 4,95±0,75       | 133584                 | +0,57505                  | 0,001°       | 0,000035     | Divisione Encke             | 1990          | M. Showalter                                    |
| 3  | XXXV     | Dafni        | | 7,6±1,6 (9 × 8 × 6)             | 0,084±0,012     | 136505                 | +0,59408                  | ≈ 0°         | ≈ 0          | Divisione Keeler            | 2005          | Cassini–Huygens                                 |
| 4  | XV       | Atlante      | | 30,2±1,8 (41 × 35 × 19)         | 6,6±0,045       | 137670                 | +0,60169                  | 0,003°       | 0,0012       | pastore esterno anello A    | 1980          | Voyager 2                                       |
| 5  | XVI      | Prometeo     | | 86,2±5,4 (136 × 79 × 59)        | 159,5±1,5       | 139380                 | +0,61299                  | 0,008°       | 0,0022       | pastore interno anello F    | 1980          | Voyager 2                                       |
| 6  | XVII     | Pandora      | | 81,4±3,0 (104 × 81 × 64)        | 137,1±1,9       | 141720                 | +0,62850                  | 0,050°       | 0,0042       | pastore esterno anello F    | 1980          | Voyager 2                                       |
| 7  | XI       | Epimeteo     | | 116,2±3,6 (130 × 114 × 106)     | 526,6±0,6       | 151422                 | +0,69433                  | 0,335°       | 0,0098       | co-orbitale con Giano       | 1977          | J. Fountain e S. Larson                         |
| 8  | X        | Giano        | | 179,0±2,8 (203 × 185 × 153)     | 1897,5±0,6      | 151472                 | +0,69466                  | 0,165°       | 0,0068       | co-orbitale con Epimeteo    | 1966          | A. Dollfus                                      |
| 9  | LIII     | Egeone       | | ≈ 0,5                           | ≈ 0,0001        | 167500                 | +0,80812                  | 0,001°       | 0,0002       | anello G                    | 2008          | Cassini–Huygens                                 |
| 10 | I        | †Mimas       | | 396,4±0,8 (416 × 393 × 381)     | 37493±31        | 185404                 | +0,942422                 | 1,566°       | 0,0202       |                             | 1789          | W. Herschel                                     |
| 11 | XXXII    | Metone       | | 3,2±1,2                         | ≈ 0,02          | 194440                 | +1,00957                  | 0,007°       | 0,0001       | Alcionidi                   | 2004          | Cassini–Huygens                                 |
| 12 | XLIX     | Antea        | An animated image showing as a dot (right) moves around Saturn (left) outside the main rings (in the middle), which are viewed from a relatively low angle                                               | ≈ 1                             | ≈ 0,007         | 197700                 | +1,03650                  | 0,1°         | 0,001        | Alcionidi                   | 2007          | Cassini–Huygens                                 |
| 13 | XXXIII   | Pallene      | | 5,0±1,2 (6 × 6 × 4)             | ≈ 0,05          | 212280                 | +1,15375                  | 0,181°       | 0,0040       | Alcionidi                   | 2004          | Cassini–Huygens                                 |
| 14 | II       | †Encelado    | | 504,2±0,4 (513 × 503 × 497)     | 108022±101      | 237950                 | +1,370218                 | 0,010°       | 0,0047       | Genera anello E             | 1789          | W. Herschel                                     |
| 15 | III      | †Teti        | | 1062±1,2 (1077 × 1057 × 1053)   | 617449±132      | 294619                 | +1,887802                 | 0,168°       | 0,0001       |                             | 1684          | G. Cassini                                      |
| 16 | XIII     | Telesto      | A potato shaped body is illuminated from the right. The terminator runs from the top to bottom. There is a large crater at the bottom near the terminator. The body is elongated from the right to left. | 24,8±0,8 (33 × 24 × 20)         | ≈ 9,41          | 294619                 | +1,887802                 | 1,158°       | 0,000        | troiano anteriore di Teti   | 1980          | B. Smith, H. Reitsema, S. Larson, e J. Fountain |
| 17 | XIV      | Calipso      | | 21,4±1,4 (30 × 23 × 14)         | ≈ 6,3           | 294619                 | +1,887802                 | 1,473°       | 0,000        | troiano posteriore di Teti  | 1980          | D. Pascu, P. Seidelmann, W. Baum, e D. Currie   |
| 18 | IV       | †Dione       | | 1122,8±0,8 (1128 × 1123 × 1119) | 1095452±168     | 377396                 | +2,736915                 | 0,002°       | 0,0022       |                             | 1684          | G. Cassini                                      |
| 19 | XII      | Elena        | | 35,2±0,8 (43 × 38 × 26)         | ≈ 24,46         | 377396                 | +2,736915                 | 0,212°       | 0,0022       | troiano anteriore di Dione  | 1980          | P. Laques e J. Lecacheux                        |
| 20 | XXXIV    | Polluce      | | 2,6±0,8 (3 × 2 × 1)             | ≈ 0,03          | 377396                 | +2,736915                 | 0,177°       | 0,0192       | troiano posteriore di Dione | 2004          | Cassini–Huygens                                 |
| 21 | V        | †Rea         | | 1527,0±1,2 (1530 × 1526 × 1525) | 2306518±353     | 527108                 | +4,518212                 | 0,327°       | 0,001258     |                             | 1672          | G. Cassini                                      |
| 22 | VI       | ♠Titano      | | 5151                            | 134520000±20000 | 1221930                | +15,94542                 | 0,3485°      | 0,0288       |                             | 1655          | C. Huygens                                      |
| 23 | VII      | †Iperione    | | 270±8 (360 × 266 × 205)         | 5620±50         | 1481010                | +21,27661                 | 0,568°       | 0,123006     | in risonanza 4:3 con Titano | 1848          | W. Bond G. Bond W. Lassell                      |
| 24 | VIII     | †Giapeto     | | 1468,6±5,6 (1491 × 1491 × 1424) | 1805635±375     | 3560820                | +79,3215                  | 15,47°       | 0,028613     |                             | 1671          | G. Cassini                                      |
| 25 | XXIV     | ‡Kiviuq      | | ≈ 16                            | ≈ 2,79          | 11294800               | +448,16                   | 49,087°      | 0,3288       | Gruppo Inuit                | 2000          | B. Gladman, J. Kavelaars, et al.                |
| 26 | XXII     | ‡Ijiraq      | | ≈ 12                            | ≈ 1,18          | 11355316               | +451,77                   | 50,212°      | 0,3161       | Gruppo Inuit                | 2000          | B. Gladman, J. Kavelaars, et al.                |
| 27 | IX       | ♣†Febe       | | 213,0±1,4 (219 × 217 × 204)     | 8292±10         | 12869700               | −545,09                   | 173,047°     | 0,156242     | Gruppo Nordico              | 1899          | W. Pickering                                    |
| 28 | XX       | ‡Paaliaq     | | ≈ 22                            | ≈ 7,25          | 15103400               | +692,98                   | 46,151°      | 0,3631       | Gruppo Inuit                | 2000          | B. Gladman, J. Kavelaars, et al.                |
| 29 | XXVII    | ♣Skathi      | | ≈ 8                             | ≈ 0,35          | 15672500               | −732,52                   | 149,084°     | 0,246        | Gruppo Nordico (Skathi)     | 2000          | B. Gladman, J. Kavelaars, et al.                |
| 30 | XXVI     | ♦Albiorix    | | ≈ 32                            | ≈ 22,3          | 16266700               | +774,58                   | 38,042°      | 0,477        | Gruppo Gallico              | 2000          | M. Holman                                       |
| 31 |          | ♣S/2007 S 2  | | ≈ 6                             | ≈ 0,15          | 16560000               | −792,96                   | 176,68°      | 0,2418       | Gruppo Nordico              | 2007          | S. Sheppard, D. Jewitt, J. Kleyna, B. Marsden   |
| 32 | XXXVII   | ♦Bebhionn    | | ≈ 6                             | ≈ 0,15          | 17153520               | +838,77                   | 40,484°      | 0,333        | Gruppo Gallico              | 2004          | S. Sheppard, D. Jewitt, J. Kleyna               |
| 33 | XXVIII   | ♦Erriapo     | | ≈ 10                            | ≈ 0,68          | 17236900               | +844,89                   | 38,109°      | 0,4724       | Gruppo Gallico              | 2000          | B. Gladman, J. Kavelaars, et al.                |
| 34 | LX       | ‡S/2004 S 29 | | ≈ 4                             | ≈ 0             | 17470700               | 858,77                    | 44,43°       | 0,472        | Gruppo Inuit                | 2019          | S. Sheppard, D. Jewitt, J. Kleyna               |
| 35 | XLVII    | ♣Skoll       | | ≈ 6                             | ≈ 0,15          | 17473800               | −862,37                   | 155,624°     | 0,418        | Gruppo Nordico (Skathi)     | 2006          | S. Sheppard, D. Jewitt, J. Kleyna               |
| 36 | XXIX     | ‡Siarnaq     | | ≈ 40                            | ≈ 43,5          | 17776600               | +884,88                   | 45,798°      | 0,24961      | Gruppo Inuit                | 2000          | B. Gladman, J. Kavelaars, et al.                |
| 37 | LII      | ‡Tarqeq      | | ≈ 7                             | ≈ 0,23          | 17910600               | +894,86                   | 49,904°      | 0,1081       | Gruppo Inuit                | 2007          | S. Sheppard, D. Jewitt, J. Kleyna               |
| 38 |          | ♣S/2004 S 13 | | ≈ 6                             | ≈ 0,15          | 18056300               | −905,85                   | 167,379°     | 0,261        | Gruppo Nordico              | 2004          | S. Sheppard, D. Jewitt, J. Kleyna               |
| 39 | LI       | ♣Greip       | | ≈ 6                             | ≈ 0,15          | 18065700               | −906,56                   | 172,666°     | 0,3735       | Gruppo Nordico              | 2006          | S. Sheppard, D. Jewitt, J. Kleyna               |
| 40 | XLIV     | ♣Hyrrokkin   | | ≈ 8                             | ≈ 0,35          | 18168300               | −914,29                   | 153,272°     | 0,3604       | Gruppo Nordico (Skathi)     | 2006          | S. Sheppard, D. Jewitt, J. Kleyna               |
| 41 | L        | ♣Jarnsaxa    | | ≈ 6                             | ≈ 0,15          | 18556900               | −943,78                   | 162,861°     | 0,1918       | Gruppo Nordico              | 2006          | S. Sheppard, D. Jewitt, J. Kleyna               |
| 42 | XXI      | ♦Tarvos      | | ≈ 15                            | ≈ 2,3           | 18562800               | +944,23                   | 34,679°      | 0,5305       | Gruppo Gallico              | 2000          | B. Gladman, J. Kavelaars, et al.                |
| 43 | XXV      | ♣Mundilfari  | | ≈ 7                             | ≈ 0,23          | 18725800               | −956,70                   | 169,378°     | 0,198        | Gruppo Nordico              | 2000          | B. Gladman, J. Kavelaars, et al.                |
| 44 |          | ♣S/2006 S 1  | | ≈ 6                             | ≈ 0,15          | 18930200               | −972,41                   | 154,232°     | 0,1303       | Gruppo Nordico (Skathi)     | 2006          | S. Sheppard, D.C. Jewitt, J. Kleyna             |
| 45 |          | ♣S/2004 S 17 | | ≈ 4                             | ≈ 0,05          | 19099200               | −985,45                   | 166,881°     | 0,226        | Gruppo Nordico              | 2004          | S. Sheppard, D. Jewitt, J. Kleyna               |
| 46 | XXXVIII  | ♣Bergelmir   | | ≈ 6                             | ≈ 0,15          | 19104000               | −985,83                   | 157,384°     | 0,152        | Gruppo Nordico (Skathi)     | 2004          | S. Sheppard, D. Jewitt, J. Kleyna               |
| 47 | LIV      | ♣Gridr       | | ≈ 4                             | ≈ 0             | 19211000               | −990,23                   | 163,1°       | 0,204        | Gruppo Nordico              | 2019          | S. Sheppard, D. Jewitt, J. Kleyna               |
| 48 | XXXI     | ♣Narvi       | | ≈ 7                             | ≈ 0,23          | 19395200               | −1008,45                  | 137,292°     | 0,320        | Gruppo Nordico (Narvi)      | 2003          | S. Sheppard, D. Jewitt, J. Kleyna               |
| 49 | XXIII    | ♣Suttungr    | | ≈ 7                             | ≈ 0,23          | 19579000               | −1022,82                  | 174,321°     | 0,131        | Gruppo Nordico              | 2000          | B. Gladman, J. Kavelaars, et al.                |
| 50 | XLIII    | ♣Hati        | | ≈ 6                             | ≈ 0,15          | 19709300               | −1033,05                  | 163,131°     | 0,291        | Gruppo Nordico              | 2004          | S. Sheppard, D. Jewitt, J. Kleyna               |
| 51 | LIX      | ♣Eggther     | | ≈ 6                             | ≈ 0             | 19776700               | −1033,0                   | 167,1°       | 0,120        | Gruppo Nordico              | 2019          | S. Sheppard, D. Jewitt, J. Kleyna               |
| 52 |          | ♣S/2004 S 12 | | ≈ 5                             | ≈ 0,09          | 19905900               | −1048,54                  | 164,042°     | 0,396        | Gruppo Nordico              | 2004          | S. Sheppard, D. Jewitt, J. Kleyna               |
| 53 | XL       | ♣Farbauti    | | ≈ 5                             | ≈ 0,09          | 19984800               | −1054,78                  | 158,361°     | 0,209        | Gruppo Nordico (Skathi)     | 2004          | S. Sheppard, D. Jewitt, J. Kleyna               |
| 54 | XXX      | ♣Thrymr      | | ≈ 7                             | ≈ 0,23          | 20278100               | −1078,09                  | 174,524°     | 0,453        | Gruppo Nordico              | 2000          | B. Gladman, J. Kavelaars, et al.                |
| 55 | LV       | ♣Angrboda    | | ≈ 3                             | ≈ 0,02          | 20379900               | −1080,4                   | 177,4°       | 0,257        | Gruppo Nordico              | 2019          | S. Sheppard, D. Jewitt, J. Kleyna               |
| 56 | LXI      | ♣Beli        | | ≈ 4                             | ≈ 0             | 20424000               | −1084,1                   | 156,3°       | 0,113        | Gruppo Nordico              | 2019          | S. Sheppard, D. Jewitt, J. Kleyna               |
| 57 | XXXVI    | ♣Ægir        | | ≈ 6                             | ≈ 0,15          | 20482900               | −1094,46                  | 167,425°     | 0,237        | Gruppo Nordico              | 2004          | S. Sheppard, D. Jewitt, J. Kleyna               |
| 58 |          | ♣S/2007 S 3  | | ≈ 5                             | ≈ 0,09          | 20518500               | ≈ −1100                   | 177,22°      | 0,130        | Gruppo Nordico              | 2007          | S. Sheppard, D. Jewitt, J. Kleyna               |
| 59 | LVII     | ♣Gerd        | | ≈ 4                             | ≈ 0             | 20554500               | −1095,0                   | 173,3°       | 0,457        | Gruppo Nordico              | 2019          | S. Sheppard, D. Jewitt, J. Kleyna               |
| 60 | XXXIX    | ♣Bestla      | | ≈ 7                             | ≈ 0,23          | 20570000               | −1101,45                  | 147,395°     | 0,77         | Gruppo Nordico (Narvi)      | 2004          | S. Sheppard, D. Jewitt, J. Kleyna               |
| 61 |          | ♣S/2004 S 7  | | ≈ 6                             | ≈ 0,15          | 20576700               | −1101,99                  | 165,596°     | 0,5299       | Gruppo Nordico              | 2004          | S. Sheppard, D. Jewitt, J. Kleyna               |
| 62 |          | ♣S/2006 S 3  | | ≈ 6                             | ≈ 0,15          | 21076300               | −1142,37                  | 150,817°     | 0,4710       | Gruppo Nordico (Skathi)     | 2006          | S. Sheppard, D. Jewitt, J. Kleyna               |
| 63 | LVI      | ♣Skrymir     | | ≈ 4                             | ≈ 0             | 21427000               | −1164,3                   | 177,7°       | 0,399        | Gruppo Nordico              | 2019          | S. Sheppard, D. Jewitt, J. Kleyna               |
| 64 | LXII     | ♣Gunnlod     | | ≈ 4                             | ≈ 0             | 21564200               | −1175,3                   | 158,5°       | 0,262        | Gruppo Nordico              | 2019          | S. Sheppard, D. Jewitt, J. Kleyna               |
| 65 | XLI      | ♣Fenrir      | | ≈ 4                             | ≈ 0,05          | 21930644               | −1212,53                  | 162,832°     | 0,131        | Gruppo Nordico              | 2004          | S. Sheppard, D. Jewitt, J. Kleyna               |
| 66 | LXV      | ♣Alvaldi     | | ≈ 5                             | ≈ 0             | 21953200               | −1208,1                   | 176,4°       | 0,182        | Gruppo Nordico              | 2019          | S. Sheppard, D. Jewitt, J. Kleyna               |
| 67 | XLVIII   | ♣Surtur      | | ≈ 6                             | ≈ 0,15          | 22288916               | −1242,36                  | 166,918°     | 0,3680       | Gruppo Nordico              | 2006          | S. Sheppard, D. Jewitt, J. Kleyna               |
| 68 | XLV      | ♣Kari        | | ≈ 7                             | ≈ 0,23          | 22321200               | −1245,06                  | 148,384°     | 0,3405       | Gruppo Nordico (Skathi)     | 2006          | S. Sheppard, D. Jewitt, J. Kleyna               |
| 69 | XIX      | ♣Ymir        | | ≈ 18                            | ≈ 3,97          | 22429673               | −1254,15                  | 172,143°     | 0,3349       | Gruppo Nordico              | 2000          | B. Gladman, J. Kavelaars, et al.                |
| 70 | XLVI     | ♣Loge        | | ≈ 6                             | ≈ 0,15          | 22984322               | −1300,95                  | 166,539°     | 0,1390       | Gruppo Nordico              | 2006          | S. Sheppard, D. Jewitt, J. Kleyna               |
| 71 | LXVI     | ♣Geirrod     | | ≈ 4                             | ≈ 0             | 23006200               | −1295,8                   | 155,0°       | 0,381        | Gruppo Nordico              | 2019          | S. Sheppard, D. Jewitt, J. Kleyna               |
| 72 | LXIII    | ♣Thiazzi     | | ≈ 4                             | ≈ 0             | 23764800               | −1361,5                   | 161,5°       | 0,417        | Gruppo Nordico              | 2019          | S. Sheppard, D. Jewitt, J. Kleyna               |
| 73 | LXIV     | ♣S/2004 S 34 | | ≈ 3                             | ≈ 0             | 24358900               | −1412,5                   | 165,7°       | 0,267        | Gruppo Nordico              | 2019          | S. Sheppard, D. Jewitt, J. Kleyna               |
| 74 | XLII     | ♣Fornjot     | | ≈ 6                             | ≈ 0,15          | 24504879               | −1432,16                  | 167,886°     | 0,186        | Gruppo Nordico              | 2004          | S. Sheppard, D. Jewitt, J. Kleyna               |
| 75 | LVIII    | ♣S/2004 S 26 | | ≈ 4                             | ≈ 0             | 26737800               | −1624,2                   | 171,3°       | 0,148        | Gruppo Nordico              | 2019          | S. Sheppard, D. Jewitt, J. Kleyna               |

### Lune non confermate
I seguenti oggetti (osservati da Cassini) non sono stati confermati come corpi solidi. Non è ancora chiaro se siano satelliti veri o semplicemente addensamenti persistenti all'interno dell'anello F.
| Nome           | Immagine | Diametro (km) | Semiasse maggiore (km) | Periodo orbitale | Posizione                          | Anno scoperta |
| -------------- | --- | ------------- | ---------------------- | ---------------- | ---------------------------------- | ------------- |
| S/2004 S 6     | | ≈ 3–5         | ≈ 140130               | +0,61801         | oggetti vaghi attorno all'anello F | 2004          |
| S/2004 S 3/S 4 | A segment of the ring with bright overexposed Saturn in the top-left corner. Near the right edge of the ring there is a bright dot. | ≈ 3−5         | ≈ 140300               | ≈ +0,619         | oggetti vaghi attorno all'anello F | 2004          |

### Lune ipotetiche
Di due lune fu rivendicata la scoperta da più astronomi, anche se nessun altro le ha mai più riviste. L'orbita di entrambe era stata localizzata tra Titano e Iperione.
- Chirone fu presumibilmente avvistato da Hermann Goldschmidt nel 1861, mai più osservato da altri.[62]
- Temi sarebbe stato scoperto nel 1905 dall'astronomo William Pickering, mai più osservato. Tuttavia è stato incluso in numerosi almanacchi e libri di astronomia fino agli anni 1960.[62]

### Fonti
1. ↑   MPEC 2025-E153 : SIXTY-ONE NEW SATURNIAN SATELLITES, su www.minorplanetcenter.net. URL consultato l'11 marzo 2025.
2. ↑   Solar System Exploration Planets Saturn: Moons: S/2009 S1, su ssd.jpl.nasa.gov, NASA. URL consultato il 17 gennaio 2010.
3. ↑   Sheppard, Scott S., The Giant Planet Satellite and Moon Page, su dtm.ciw.edu, Departament of Terrestrial Magnetism at Carniege Institution for science. URL consultato il 28 agosto 2008.
4. 1 2 3 4   Porco, C. and the Cassini Imaging Team, S/2009 S1, in IAU Circular, vol. 9091, 2 novembre 2009. URL consultato il 9 maggio 2014 (archiviato dall'url originale l'11 giugno 2011).
5. ↑  (EN) Titan: Facts About Saturn's Largest Moon, su space.com.
6. ↑  (EN) Solar System Exploration: Planets: Saturn: Moons: Enceladus: Overview, su solarsystem.nasa.gov. URL consultato il 9 maggio 2014 (archiviato dall'url originale il 17 febbraio 2013).
7. ↑  (EN) Moons, su abyss.uoregon.edu.
8. 1 2 3 4 5 6   Matthew S. Tiscareno, J.A Burns, M.M Hedman e C.C Porco, The population of propellers in Saturn's A Ring, in Astronomical Journal, vol. 135, n. 3, 2008,  pp. 1083-1091, DOI:10.1088/0004-6256/135/3/1083, arXiv:0710.4547.
9. ↑   Nemiroff, Robert and Bonnell, Jerry, Huygens Discovers Luna Saturni, su apod.nasa.gov, Astronomy Picture of the Day, 25 marzo 2005. URL consultato il 4 marzo 2010.
10. ↑   Baalke, Ron, Historical Background of Saturn's Rings (1655), su www2.jpl.nasa.gov, NASA/JPL. URL consultato il 4 marzo 2010 (archiviato dall'url originale il 21 marzo 2009).
11. 1 2 3 4   Albert Van Helden, Naming the satellites of Jupiter and Saturn (PDF), in The Newsletter of the Historical Astronomy Division of the American Astronomical Society, n. 32, 1994,  pp. 1-2. URL consultato il 9 maggio 2014 (archiviato dall'url originale il 14 marzo 2012).
12. ↑   W.C Bond, Discovery of a new satellite of Saturn, in Monthly Notices of the Royal Astronomical Society, vol. 9, 1848,  pp. 1-2.
13. 1 2   William Lassell, Discovery of new satellite of Saturn, in Monthly Notices of the Royal Astronomical Society, vol. 8, 1848,  pp. 195-197.
14. 1 2   Edward C Pickering, A New Satellite of Saturn, in Astrophysical Journal, vol. 9, 1899,  pp. 274-276, DOI:10.1086/140590.
15. 1 2   John W Fountain e Stephen M Larson, A New Satellite of Saturn?, in Science, vol. 197, n. 4306, 1977,  pp. 915-917, DOI:10.1126/science.197.4306.915, PMID 17730174.
16. 1 2 3 4 5   V.S Uralskaya, Discovery of new satellites of Saturn, in Astronomical and Astrophysical Transactions, vol. 15, 1998,  pp. 249-253, DOI:10.1080/10556799808201777.
17. 1 2 3 4 5   C.C. Porco et al., Cassini Imaging Science: Initial Results on Saturn's Rings and Small Satellites (PDF), in Science, vol. 307, n. 5713, 2005,  pp. 1226-36, DOI:10.1126/science.1108056, PMID 15731439.
18. ↑   Robert Roy Britt, Hints of Unseen Moons in Saturn's Rings, su space.com, 2004. URL consultato il 15 gennaio 2011 (archiviato il 12 febbraio 2006).
19. ↑   Porco, C. and the Cassini Imaging Team, S/2007 S4, in IAU Circular, vol. 8857, 18 luglio 2007.
20. 1 2 3 4   G.H. Jones et al., The Dust Halo of Saturn's Largest Icy Moon, Rhea, in Science, vol. 319, n. 1, 2008,  pp. 1380-84, DOI:10.1126/science.1151524, PMID 18323452.
21. 1 2 3   Porco, C. and the Cassini Imaging Team, S/2008 S1 (Aegaeon), in IAU Circular, vol. 9023, 3 marzo 2009. URL consultato il 9 maggio 2014 (archiviato dall'url originale il 1º maggio 2019).
22. 1 2   Jane Platt e Dwayne Brown, NASA Cassini Images May Reveal Birth of a Saturn Moon, su NASA, 14 aprile 2014. URL consultato il 14 aprile 2014.
23. 1 2 3 4 5 6 7 8 9   David Jewitt e Nader Haghighipour, Irregular Satellites of the Planets: Products of Capture in the Early Solar System (PDF), in Annual Review of Astronomy and Astrophysics, vol. 45, 2007,  pp. 261-95, DOI:10.1146/annurev.astro.44.051905.092459, arXiv:astro-ph/0703059. URL consultato il 9 maggio 2014 (archiviato dall'url originale il 7 febbraio 2010).
24. 1 2 3 4 5 6   Brett Gladman et al., Discovery of 12 satellites of Saturn exhibiting orbital clustering, in Nature, vol. 412, n. 6843, 2001,  pp. 1631-166, DOI:10.1038/35084032, PMID 11449267.
25. ↑   David Jewitt, 12 New Moons For Saturn, su www2.ess.ucla.edu, University of Hawaii, 3 maggio 2005. URL consultato il 27 aprile 2010.
26. ↑   Emily Lakdawalla, Twelve New Moons For Saturn, su planetary.org, 3 maggio 2005. URL consultato il 4 marzo 2010 (archiviato dall'url originale il 31 agosto 2006).
27. ↑   Sheppard, S. S.; Jewitt, D. C.; and Kleyna, J., Satellites of Saturn, in IAU Circular No, vol. 8727, 30 giugno 2006. URL consultato il 2 gennaio 2010.
28. ↑   Sheppard, S. S.; Jewitt, D. C.; and Kleyna, J., S/2007 S 1, S/2007 S 2, AND S/2007 S 3, in IAU Circular No, vol. 8836, 11 maggio 2007. URL consultato il 2 gennaio 2010.
29. 1 2 3 4   Planet and Satellite Names and Discoverers, su Gazetteer of Planetary Nomenclature, USGS Astrogeology, 21 luglio 2006. URL consultato il 6 agosto 2006.
30. 1 2 3 4 5 6 7 8 9 10   Tommy Grav e James Bauer, A deeper look at the colors of the Saturnian irregular satellites, in Icarus, vol. 191, n. 1, 2007,  pp. 267-285, DOI:10.1016/j.icarus.2007.04.020, arXiv:astro-ph/0611590.
31. 1 2 3 4   David R. Williams, Saturnian Satellite Fact Sheet, su nssdc.gsfc.nasa.gov, NASA (National Space Science Data Center), 21 agosto 2008. URL consultato il 27 aprile 2010.
32. 1 2   Sheppard, Scott S, Saturn's Known Satellites, su dtm.ciw.edu. URL consultato il 7 gennaio 2010.
33. ↑   A Small Find Near Equinox, su saturn.jpl.nasa.gov, NASA/JPL, 7 agosto 2009. URL consultato il 2 gennaio 2010 (archiviato dall'url originale il 10 ottobre 2009).
34. 1 2   Matthew S. Tiscareno et al., 100-metre-diameter moonlets in Saturn's A ring from observations of 'propeller' structures, in Nature, vol. 440, n. 7084, 2006,  pp. 648-650, DOI:10.1038/nature04581, PMID 16572165.
35. 1 2   Miodrag Sremčević et al., A belt of moonlets in Saturn's A ring, in Nature, vol. 449, n. 7165, 2007,  pp. 1019-21, DOI:10.1038/nature06224, PMID 17960236.
36. ↑   Carl D. Murray et al., The determination of the structure of Saturn's F ring by nearby moonlets, in Nature, vol. 453, n. 7196, 2008,  pp. 739-744, DOI:10.1038/nature06999, PMID 18528389.
37. ↑   M. M. Hedman, J. A. Burns, M. S. Tiscareno, C. C. Porco, G. H. Jones, E. Roussos, N. Krupp, C. Paranicas e S. Kempf, The Source of Saturn's G Ring (PDF), in Science, vol. 317, n. 5838, 2007,  pp. 653-656, DOI:10.1126/science.1143964, PMID 17673659.
38. 1 2 3 4 5 6   P.C Thomas et al., Shapes of the saturnian icy satellites and their significance (PDF), in Icarus, vol. 190, n. 2, 2007,  pp. 573-584, DOI:10.1016/j.icarus.2007.03.012.
39. ↑   D.H. Pontius, Hill, T.W., Enceladus: A significant plasma source for Saturn's magnetosphere (PDF), in Journal of Geophysical Research, vol. 111, A9, 2006,  p. A09214, DOI:10.1029/2006JA011674. URL consultato il 9 maggio 2014 (archiviato dall'url originale il 20 luglio 2011).
40. 1 2   R.J. Wagner, G. Neukum, Stephan, Roatsch, Wolf e Porco, Stratigraphy of Tectonic Features on Saturn's Satellite Dione Derived from Cassini ISS Camera Data, in Lunar and Planetary Science, XL, 2009,  p. 2142.
41. 1 2 3   P.M. Schenk, Moore, Moore, J.M., Eruptive Volcanism on Saturn's Icy Moon Dione, in Lunar and Planetary Science, XL, 2009,  p. 2465.
42. ↑   Cassini Images Ring Arcs Among Saturn's Moons (Cassini Press Release), su ciclops.org, 5 settembre 2008. URL consultato il 1º gennaio 2010 (archiviato dall'url originale il 2 gennaio 2010).
43. ↑  Cassini goodies: Telesto, Janus, Prometheus, Pandora, F ring | The Planetary Society
44. ↑   Matthew S. Tiscareno, Joseph A. Burns, Jeffrey N. Cuzzi, Matthew M. Hedman, Cassini imaging search rules out rings around Rhea, in Geophysical Research Letters, vol. 37, n. 14, 2010,  pp. L14205, DOI:10.1029/2010GL043663, arXiv:1008.1764.
45. 1 2 3 4   R.J. Wagner et al., Geology of Saturn's Satellite Rhea on the Basis of the High-Resolution Images from the Targeted Flyby 049 on Aug. 30, 2007, in Lunar and Planetary Science, XXXIX, 2008,  p. 1930.
46. ↑   Paul M. Schenk, McKinnon, McKinnon, W. B., Global Color Variations on Saturn's Icy Satellites, and New Evidence for Rhea's Ring, in American Astronomical Society, vol. 41, American Astronomical Society, DPS meeting #41, #3.03, 2009.
47. ↑   Rhea:Inktomi, su planetarynames.wr.usgs.gov, USGS—Gazetteer of Planetary Nomenclature. URL consultato il 28 aprile 2010.
48. 1 2   Rhea's Bright Splat, su ciclops.org, CICLOPS, 5 giugno 2005. URL consultato il 28 aprile 2010 (archiviato dall'url originale il 29 settembre 2012).
49. 1 2 3 4   Carolyn C. Porco et al., Imaging of Titan from the Cassini spacecraft (PDF), in Nature, vol. 434, n. 7030, 2005,  pp. 159-168, DOI:10.1038/nature03436, PMID 15758990.
50. 1 2   R.M.C. Lopes et al., Cryovolcanic features on Titan's surface as revealed by the Cassini Titan Radar Mapper (PDF), in Icarus, vol. 186, n. 2, 2007,  pp. 395-412, DOI:10.1016/j.icarus.2006.09.006. URL consultato il 9 maggio 2014 (archiviato dall'url originale il 6 dicembre 2019).
51. ↑   R.D. Lorenz et al., The Sand Seas of Titan: Cassini RADAR Observations of Longitudinal Dunes, in Science, vol. 312, n. 5774, 2006,  pp. 724-27, DOI:10.1126/science.1123257, PMID 16675695.
52. ↑   E.R. Stofan et al., The lakes of Titan (PDF), in Nature, vol. 445, n. 7123, 2007,  pp. 61-64, DOI:10.1038/nature05438, PMID 17203056. URL consultato il 9 maggio 2014 (archiviato dall'url originale il 6 ottobre 2018).
53. ↑   Titan:Kraken Mare, su planetarynames.wr.usgs.gov, USGS—Gazetteer of Planetary Nomenclature. URL consultato il 5 gennaio 2010.
54. ↑   Manuel López-Puertas, PAH's in Titan's Upper Atmosphere, su CSIC, 6 giugno 2013. URL consultato il 6 giugno 2013 (archiviato dall'url originale il 3 dicembre 2013).
55. 1 2 3 4 5   P.C Thomas et al., Hyperion's sponge-like appearance, in Nature, vol. 448, n. 7149, 2007,  pp. 50-53, DOI:10.1038/nature05779, PMID 17611535.
56. 1 2 3 4 5   C.C. Porco et al., Cassini Imaging Science: Initial Results on Phoebe and Iapetus, in Science, vol. 307, n. 5713, 2005,  pp. 1237-42, DOI:10.1126/science.1107981, PMID 15731440.
57. 1 2 3   Anne J. Verbiscer et al., Saturn's largest ring, in Nature, vol. 461, n. 7267, 2009,  pp. 1098-1100, DOI:10.1038/nature08515, PMID 19812546.
58. ↑   T. Denk et al., Iapetus: Unique Surface Properties and a Global Color Dichotomy from Cassini Imaging, in Science, vol. 326, n. 5964, AAAS, 10 dicembre 2009,  pp. 435-9, DOI:10.1126/science.1177088, PMID 20007863. URL consultato il 19 dicembre 2009.
59. ↑   J. R. Spencer, Denk, T., Formation of Iapetus' Extreme Albedo Dichotomy by Exogenically Triggered Thermal Ice Migration, in Science, vol. 326, n. 5964, AAAS, 10 dicembre 2009,  pp. 432-5, DOI:10.1126/science.1177132, PMID 20007862. URL consultato il 19 dicembre 2009.
60. ↑   Bernd Giese et al., Topographic modeling of Phoebe using Cassini images (PDF), in Planetary and Space Science, vol. 54, n. 12, 2006,  pp. 1156-66, DOI:10.1016/j.pss.2006.05.027.
61. ↑   Natural Satellites Ephemeris Service, su minorplanetcenter.org, IAU: Minor Planet Center. URL consultato l'8 gennaio 2011.
62. 1 2 3   Schlyter, Paul, Saturn's Ninth and Tenth Moons, su solarviews.com, Views of the Solar System (Calvin J. Hamilton), 2009. URL consultato il 5 gennaio 2010.